# Lista de filmes com temática LGBT de 2024
Esta é uma lista de filmes de longa e média metragem que contém personagens e/ou temática lésbica, gay, bissexual, ou transgênera lançados em 2024.
| Título                                                        | Direção                                                                  | País                                                   | Gênero                               | Elenco | Anotações |
| ------------------------------------------------------------- | ------------------------------------------------------------------------ | ------------------------------------------------------ | ------------------------------------ | --- | --- |
| (Revolución, cumple tu promesa) Amor rojo                     | Dora García                                                              | México, Espanha, Noruega, Bélgica                      | Documentário                         | | Uma leitura do trabalho da ativista sexual e revolucionária soviética Alexandra Kollontai |
| 1-800-On-Her-Own                                              | Dana Flor                                                                | EUA                                                    | Documentário                         | | Examina a vida da cantora Ani DiFranco |
| 13 Sentimentos                                                | Daniel Ribeiro                                                           | Brasil                                                 | Comédia romântica                    | Artur Volpi, Michel Joelsas, Helena Albergaria, Sidney Santiago, Igor Cosso                                                               | [ 3 ] |
| 300cartas                                                     | Lucas Santa Ana                                                          | Argentina                                              | Romance                              | Cristian Mariani, Gastón Frías, Bruno Giganti, Jorge Thefs, Franco Mosqueiras, Jordán Romero                                              | No aniversário do relacionamento, um homem é abandonado por seu namorado, que o deixa uma caixa com 300 cartas                                                                                           |
| Agua Salá                                                     | Steven Morales Pineda                                                    | Colômbia                                               | Drama                                | Oscar Salazar, Jhonatan Yerena, Braian V. Aburaad, Clarissa Cuadros, Lizeth Jimenez, Luis Mario Jiménez                                   | Após 20 anos, um homem reencontra o padre que o traumatizou |
| Aiden                                                         | Carl Medland                                                             | Reino Unido                                            | Terror, Ficção Científica, Suspense  | Carl Medland, Darren Earl Williams, Ivan Alexiev, Charlie Ann Goble, Robin Hunter, Maggie Patrick                                         | Após sair de um relacionamento abusivo, um homem de um programa de terapia experimental rural |
| L'albero                                                      | Sara Petraglia                                                           | Itália                                                 | Drama                                | Tecla Insolia, Carlotta Gamba, Cristina Pellegrino                                                                                        | Ao invés de ir para a faculdade, uma jovem passa a viver e desenvolve um relacionamento intenso com outra mulher                                                                                         |
| Álbum de familia                                              | Laura Casabé                                                             | Argentina                                              | Documentário                         | María Belén Correa, Maria Marta Aversa, Angela Vanni, Marcela Soldavini, Maria Rachid, Wanda Sánchez                                      | Um retrato dos ativistas trans que sobreviveram a ditadura militar argentina |
| Alegria do Amor                                               | Marcia Paraiso                                                           | Brasil                                                 | Drama                                | Renata Gaspar, Wallie Ruy, Sandra Corveloni, Zezita Matos, Suely Franco, David Santos                                                     | Uma mulher sai do Ceará para denunciar o assassinato de seu parceiro em São Paulo, onde descobre que sua mãe está viva e que tem uma irmã trans                                                          |
| All We Ever Wanted                                            | Frédéric Jaeger                                                          | Alemanha                                               | Drama                                | Charity Collin, Mehmet Sözer, Michael Ifeandu                                                                                             | [ 10 ] |
| Alma del Desierto                                             | Monica Taboada Tapia                                                     | Colômbia, Brasil                                       | Documentário                         | | Em La Guajira, na Colômbia, uma mulher trans wayúu de meia idade quer reimaginar sua vida |
| Un altro ferragosto                                           | Paolo Virzì                                                              | Itália                                                 | Comédia                              | Silvio Orlando, Sabrina Ferilli, Christian De Sica, Laura Morante, Andrea Carpenzano, Vinicio Marchioni                                   | Um empresário digital retorna à Ventotene com seu marido modelo para reuinir seus amigos e dar ao seu pai doente um último ferragosto especial                                                           |
| Los amantes astronautas                                       | Marco Berger                                                             | Argentina, Espanha                                     | Comédia, Drama                       | Ailín Salas, Javier Orán, Lautaro Bettoni, Iván Masliah, Mora Arenillas, Agustín Frías                                                    | De férias na Argentina, um homem começa um relacionamento com um amigo de infância que ambos escondem de amigos e da família                                                                             |
| Amar Prem Ki Prem Kahani (अमर प्रेम की प्रेम कहानी)                  | Hardik Gajjar                                                            | Índia                                                  | Comédia, Romance, Drama              | Sunny Singh, Aditya Seal, Pranutan Bahl, Diksha J. Singh, Chetan Mohture, Tarsem Paul                                                     | Um homem recém noivo viaja para Londres e se apaixona por outro |
| American Schemers                                             | Jack C. Newell                                                           | EUA                                                    | Comédia                              | Jean Villepique, Ithamar Enriquez, Michael Waller, Sydney Blackburn, Kimberly Michelle Vaughn, Paulina Olszynski                          | Dois golpistas fingem ser herdeiros de uma socialite morta, mas descobrem que a comunidade que infiltraram é tão corrupta quanto eles                                                                    |
| Another World                                                 | Sean Sadler                                                              | Reino Unido                                            | Drama, Romance                       | Isaac Moore, Giles Whorton, Tom Richmond, Amelia Hill, Jasmine Best, Dylan Rudd                                                           | Quando o valentão local se apaixona por seu vizinho gay excluído, os dois ameaçam a estabilidade de seus respectivos círculos de amizade                                                                 |
| Any Other Way: The Jackie Shane Story                         | Michael Mabbott, Lucah Rosenberg-Lee                                     | Canadá                                                 | Documentário                         | Jackie Shane | A vida da cantora soul trans Jackie Shane |
| La arriera                                                    | Isabel Cristina Fregoso                                                  | México                                                 | Drama                                | Sasha González, Luis Vegas, Damayanti Quintanar, Mayra Batalla, Waldo Facco, Christian Ramos                                              | Em Jalisco, 1930, uma jovem finge ser um tropeiro para conquistar sua liberdade |
| Aum Penjor                                                    | Karma Jerry                                                              | Butão                                                  | Drama                                | Tshering Dorji, Tandin Bidha, Sonam Yeegha Pelden, Zam, Sherab Dorji                                                                      | Uma cantora trans encontra um bebê abandonado |
| Avant-Drag!                                                   | Fil Ieropoulos                                                           | Grécia                                                 | Documentário                         | | Um retrato de nove artistas drag de gêneros variados |
| Avenida beira-mar                                             | Maju de Paiva, Bernardo Florim                                           | Brasil                                                 | Drama                                | Andréa Beltrão, Isabel Teixeira, Emiliano Queiroz, Analú Prestes, Angela Rebello, César Augusto                                           | Após se mudar para Piratininga com sua mãe, uma menina faz amizade com uma garota da sua idade que desafia as normas de gênero                                                                           |
| B.O.Y. - Bruises of Yesterday                                 | Søren Green                                                              | Dinamarca                                              | Drama                                | Bodil Jørgensen, Jens Jørn Spottag, Paw Henriksen, Alexander Mayah Larsen, Noa Viktor Risbro Hjerrild                                     | De férias na casa dos avós, um adolescente se apaixona por um homem mais velho |
| Baby                                                          | Marcelo Caetano                                                          | Brasil, França, Países Baixos                          | Drama                                | João Pedro Mariano, Ricardo Teodoro, Ana Flavia Cavalcanti, Bruna Linzmeyer, Luiz Bertazzo                                                | |
| Bagger Drama                                                  | Piet Baumgartner                                                         | Alemanha                                               | Drama                                | Bettina Stucky, Phil Hayes, Vincent Furrer, Karin Pfammatter, Maximilian Reichert                                                         | Uma família com problemas de comunicação é destroçada após uma morte |
| Baldiga - Entsichertes Herz                                   | Markus Stein                                                             | Alemanha                                               | Documentário                         | Bernd Boßmann, Birgit Baldiga, Jürgen Baldiga, Timo Lewandovsky, Ulf Reimer                                                               | Um retrato do artista Jürgen Baldiga |
| BAM!                                                          | Jordan Tragash                                                           | EUA                                                    | Comédia                              | Noah Lash, Kiyumi Daniel, Tip Sayarath, Brandon Wright,Tuxford Turner, Kalil Sims                                                         | As vidas de um ciclista mensageiro que entrega brinquedos sexuais, duas irmãs que entregam arte para sua mãe, e dois colegas de quarto cuidando do império de drogas de um amigo, se conectam em Chicago |
| Barbitch                                                      | Diego González Cruz                                                      | Colômbia                                               | Documentário                         | | Depois de trabalhar como modelo de webcam na Colômbia, uma mulher trans se muda para Barcelona |
| Becoming a Man in 127 EASY Steps                              | Andrea James                                                             | EUA                                                    | Documentário                         | Scott Turner Schofield | Monólogo inspirado em 127 histórias de homens trans |
| Bel Ami (漂亮朋友)                                            | Jun Geng                                                                 | França                                                 | Comédia, Romance                     | Zhang Zhiyong, Xu Gang, Xue Baohe, Qing Wang, Liguo Yuan, Zixing Wang                                                                     | Um homem de meia idade se apaixona e decide sair do armário, enquanto um casal lésbico procura um homem gay para casar e ter um filho                                                                    |
| Between Goodbyes                                              | Jota Mun                                                                 | Coreia do Sul, EUA                                     | Documentário                         | | Uma mulher coreana adotada é procurada por sua família biológica |
| Big Rage                                                      | Waymon Boone                                                             | EUA                                                    | Drama                                | David Millbern, Fabian Arnold, Meredith Thomas, Justin Powell, Anjali Khurana, Darina Ervin                                               | Dois ex-lutadores se encontram no Lago Salton |
| Billy Preston: That's the Way God Planned It                  | Paris Barclay                                                            | EUA                                                    | Documentário                         | Billy Preston, Eric Clapton, Billy Porter, Merry Clayton, Ringo Starr, Olivia Harrison                                                    | A carreira do músico Billy Preston |
| Binary                                                        | David-Jan Bronsgeest                                                     | Países Baixos                                          | Terror                               | Inaya, Charlie Dagelet, Yannick Jozefzoon                                                                                                 | Uma dançarina paquistanesa trans duvida de sua cirurgia de afirmação de gênero ao ter estranhas alucinações                                                                                              |
| Black Box Diaries                                             | Shiori Ito                                                               | Japão, EUA, Reino Unido                                | Documentário                         | Shiori Ito | A jornalista Shiori Ito investiga seu próprio caso de agressão sexual para tentar processar o responsável                                                                                                |
| Blood, Beach, Betrayal                                        | Niki Koss                                                                | EUA                                                    | Suspense, Drama, Romance             | Natalee Linez, Gina Vitori, Marc Hills, Joshua David Robinson, Chad Doreck, Luciano Antonino                                              | Em um clube praiano da alta sociedade, uma jovem salva-vidas tem um caso com uma dona de casa rica |
| Blue Belt                                                     | Scott Hillman                                                            | EUA                                                    | Ação, Comédia                        | Socks Whitmore, Shane Ryan-Reid, Luca Toumadi, Johnny Mask, Chris Spinelli, Ken May                                                       | Jovem não binário tem que defender a pizzaria de seu tio da máfia francesa |
| Bluish                                                        | Milena Czernovsky, Lilith Kraxner                                        | Áustria                                                | Drama                                | Leonie Bramberger, Natasha Goncharova, June Chung, Mathea Hoffman, Ava Binta Giallo, Vadim Kostrov                                        | [ 36 ] |
| Bob Mackie: Naked Illusion                                    | Matthew Miele                                                            | EUA                                                    | Documentário                         | Bob Mackie, Cher, Carol Burnett, Pink, Tom Ford, Miley Cyrus                                                                              | Sobre o impacto do designer Bob Mackie no cinema, na televisão, e na Broadway |
| Bob Morgan's Just Going to Tell Some Stories                  | Grayson Tyler Johnson, Tom Marksbury                                     | EUA                                                    | Documentário                         | Bob Morgan | [ 38 ] |
| Bulletproof: A Lesbian's Guide to Surviving the Plot          | Regan Latimer                                                            | Canadá                                                 | Documentário                         | Lindy Zucker | Um olhar sobre a representação queer no cinema e na televisão e o poder da mídia de influenciar a visão da própria comunidade LGBT                                                                       |
| Biru Unjárga                                                  | Egil Pedersen                                                            | Finlândia, Noruega, Suécia                             | Drama                                | Sarah Olaussen Eira, Ingá Elisá Påve Idivuoma, Aslat Mahtte Gaup, Amund, Lode, Ánne Mággá Wigelius, Nikolaj Coster-Waldau                 | Uma garota sámi, filha de uma mãe solteira lésbica, vê seu mundo virar de cabeça para baixo quando seu pai biológico aparece em sua vida                                                                 |
| Brown                                                         | Ricardo Aguilar Navarro, Manuel Rodríguez                                | Panamá                                                 | Drama                                | Leo Sosa, Gabriel Pérez Matteo, Gaby Gnazzo, Eric De León, Marcial Delouis                                                                | Sobre o boxeador panamenho Teófilo Alfonso, mais conhecido como Panamá Al Brown, que, após se aposentar, se muda para Paris e atrai a atenção do poeta Jean Cocteau                                      |
| Cabo Negro                                                    | Abdellah Taïa                                                            | Espanha                                                | Drama                                | Youness Beyej, Oumaïma Barid, Julian Compan                                                                                               | Dois jovens chegam a um resort em Cabo Negro e aguardam a chegada do namorado de um deles, que nunca aparece                                                                                             |
| Call Me Agnes                                                 | Daniel Donato                                                            | Países Baixos                                          | Musical, Drama, Comédia              | Agnes Geneva, Rini Mak, Gianluca Koeswanto, Fernando Belfiore                                                                             | trad. Meu Nome é Agnes Quando seu irmão reaparece em sua vida anos após sua transição, uma mulher trans tem que decidir entre revelar quem ela é ou manter uma mentira                                   |
| The Camp Host                                                 | Henry Darrow McComas                                                     | EUA                                                    | Terror                               | Rachel Colwell, Brooke Johnson, Erik Knudsen, Dillon Casey, John Tench, Vinson Tran                                                       | [ 44 ] |
| Carnage for Christmas                                         | Alice Maio Mackay                                                        | Austrália                                              | Terror, Comédia                      | Olivia Deeble, Betsey Brown, Lisa Fanto, Yassica Switakowski, Dominique Booth, Zarif                                                      | Uma podcaster visita sua cidade natal pela primeira vez após sua transição de gênero, onde tenta desvendar um mistério envolvendo um fantasma assassino                                                  |
| Casebre                                                       | Henrique Raynal                                                          | Brasil                                                 | Drama, Romance                       | Gregório Benevides, Paula Passos, Henrique Raynal, José Regino, Jude Silva, Márcia Costa                                                  | [ 46 ] |
| Ce qui nous lie                                               | Sonam Larcin                                                             | Bélgica                                                | Documentário                         | | Larcin faz uma jornada por vários tipos de relações familiares e tenta consertar o relacionamento com seu pai em sua própria busca pela paternidade                                                      |
| Chabuca                                                       | Jorge Carmona                                                            | Peru                                                   | Drama, Biográfico                    | Sergio Armasgo, Izan Alcázar, Miguel Dávalos, Haydeé Cáceres, Gina Yangali, Brando Gallesi                                                | Narra a vida do famoso apresentador de televisão e drag queen peruano, Ernesto Pimentel |
| Challengers                                                   | Luca Guadagnino                                                          | EUA                                                    | Drama, Comédia, Romance              | Zendaya, Mike Faist, Josh O'Connor, A.J. Lister                                                                                           | Uma ex-tenista e seu marido/aprendiz tem que enfrentar o passado quando o marido deve jogar contra seu melhor amigo, o ex-namorado da esposa                                                             |
| Chantal im Märchenland                                        | Bora Dağtekin                                                            | Alemanha                                               | Fantasia, Comédia                    | Jella Haase, Gizem Emre, Mido Kotaini, Max von der Groeben, Nora Tschirner, Maria Ehrich                                                  | Uma influencer iniciante atravessa um espelho e se encontra em um mundo de contos de fada |
| Cherub                                                        | Devin Shears                                                             | Canadá                                                 | Drama, Comédia                       | Benjamin Turnbull, Erin Mick, Manfred Becker                                                                                              | Um homem solitário entra em um concurso de fotos de uma revista gay |
| Cidade; Campo                                                 | Juliana Rojas                                                            | Brasil, França, Alemanha                               | Drama                                | Fernanda Vianna, Mirella Façanha, Bruna Linzmeyer, Kalleb Oliveria, Andrea Marquee, Preta Ferreira                                        | Duas histórias sobre migração e a vida cidade-campo |
| Cóng jīn yǐhòu (從今以後)                                     | Ray Yeung                                                                | Hong Kong                                              | Drama                                | Patra Au, Maggie Lin-Lin Li, Tai-Bo, So-Ying Hui, Chung-Hang Leung, Fish Liew                                                             | |
| Concerto for Abigail                                          | Jan Miller Corran                                                        | EUA                                                    | Drama                                | Andrea Bogart, Monica Young, Jetta Martin, Tricia Musick, Saskia Baur, Tony Jonick, Billy Raphael                                         | Uma pianista renomada descobre que sofre de perda auditiva progressiva ao mesmo tempo que conhece um novo amor                                                                                           |
| Confesiones Chin Chin                                         | Carolina Perelman                                                        | Espanha                                                | Drama                                | Ángela Aguilar López, Fernando Bodega, Enrique Gimeno, Nacho Scorza                                                                       | Dois atores queer conhecem personagens enigmáticos em um bar em Madrid |
| Conversion                                                    | Zach Meiners                                                             | EUA                                                    | Documentário                         | Dustin Rayburn, Zach Meiners, Marc Singer, Taylor Young, Troy Stevenson, Wayne Besen                                                      | Um cineasta, um ex-mórmon, e uma drag queen se unem para expor os perigos da indústria da terapia de conversão sexual                                                                                    |
| Crossing                                                      | Levan Akin                                                               | Geórgia, Turquia, França, Suécia, Dinamarca            | Drama                                | Mzia Arabuli, Lucas Kankava, Deniz Dumanli                                                                                                | Uma professora geórgia estoica procura por sua sobrinha trans em Istambul |
| Cranko                                                        | Joachim Lang                                                             | Alemanha                                               | Biográfico, Drama                    | Sam Riley, Marcus Calvin, Stefan Weinert, Vilmar Bieri, Sascha Göpel, Thomas Meinhardt                                                    | Sobre o dançarino e coreógrafo John Cranko |
| Darklands: Are you ready to go deep?                          | Roland Javornik                                                          | Bélgica                                                | Documentário                         | | O maior evento de fetiche gay do mundo na Antuérpia pelos olhos de um homem e sua irmã hétero |
| Daughters                                                     | Angela Patton, Natalie Rae                                               | EUA                                                    | Documentário                         | | Quatro meninas se preparam para passar um dia especial com seus pais encarcerados |
| De rêves et de parpaings                                      | Laetitia Douanne, Anne-Sophie Birot                                      | França                                                 | Documentário                         | | Sobre Les EnChantières, uma associação de mulheres construtoras de Montreuil |
| Los demonios del amanecer                                     | Julián Hernández                                                         | México                                                 | Drama                                | Luis Vegas, Axel Shuarma, Angélica Baños Hernández, Tony Corrales, Luis Miguel Mata, Jere Caelum                                          | Dois jovens, um dançarino e um estudante de enfermagem, se apaixonam na Cidade do México e tentam alcançar seus sonhos juntos em meio a hostilidades                                                     |
| Une dernière nuit de toi                                      | Théodore Tomasz                                                          | França                                                 | Drama                                | Lou-Andréas Robert, Léo Siminot, Édith Baldy, Jeanne Favéreaux, Luisa Contoux, Namory Bakayoko                                            | Quando seu carro quebra, um jovem suicida encontra um garoto misterioso que se oferece para levá-lo até seu destino                                                                                      |
| O Deserto de Akin                                             | Bernard Lessa                                                            | Brasil                                                 | Drama                                | Ana Flavia Cavalcanti, Reynier Morales, Guga Patriota, Patricia Galleto, Welket Bungué                                                    | Um médico cubano trabalhando no Brasil deve decidir entre voltar ao seu país ou ficar após a eleição presidencial de 2018                                                                                |
| Desire Lines                                                  | Jules Rosskam                                                            | EUA                                                    | Documentário                         | Theo Germaine, Aden Hakimi, Emilie Modaff, Mike Geraghty, Larry Dane, Steve Silver                                                        | Sobre o espectro da sexualidade de homens trans |
| Diosa                                                         | Cyprien Clément-Delmas                                                   | Espanha                                                | Documentário                         | Jossy Jaycoff Angulo, Kevin Antequera, Rodrigo Falero, Isaac Pérez Flores, Joan Galo, Alba Guilera                                        | Um ícone queer de Barcelona explora sua feminilidade e questiona sua masculinidade |
| Disco, Ibiza, Locomía                                         | Kike Maíllo                                                              | Espanha, México                                        | Drama, Biográfico, Comédia           | Jaime Lorente, Alberto Ammann, Alejandro Speitzer, Iván Pellicer, Pol Granch, Javier Morgade                                              | A história da criação, ascensão, e queda do grupo musical Loco Mía |
| Do You Want to Die in Indio?                                  | David Moreton                                                            | EUA                                                    | Drama, Romance, Suspense             | Joshua De Jesus, Robert Kazinsky, Cody Longo, Willow Geer, Martin Martinez, Heather Elizabeth Morris                                      | Um jovem complica sua própria vida quando seus sonhos são frustrados por um traficante de drogas, um mentor com problemas éticos e um novo romance                                                       |
| Doppelgängers³                                                | Nelly Ben Hayoun- Stépanian                                              | Reino Unido                                            | Documentário                         | Michio Kaku, Rémy Bennett, Sylvia Earle, Chris McKay, Jill Tarter, Frank Marchis                                                          | [ 66 ] |
| Los domingos mueren más personas                              | Iair Said                                                                | Argentina                                              | Drama                                | Iair Said, Rita Cortese, Antonia Zegers, Juliana Gattas                                                                                   | Um jovem judeu gay acima do peso com medo de voar retorna a Buenos Aires da Europa após a morte de seu tio e descobre que sua mãe decidiu desligar o suporte à vida de seu pai                           |
| Dragon Dilatation                                             | Bertrand Mandico                                                         | França                                                 | Drama, Documentário                  | Elina Löwensohn, Christophe Bier, Nathalie Richard, Clara Benador, Yuming Hey, Ekaterina Ozhiganova                                       | [ 68 ] |
| Dreams in Nightmares                                          | Shatara Michelle Ford                                                    | EUA                                                    | Drama                                | Denée Benton, Mars Storm Rucker, Dezi Bing, Sasha Compère, Charlie Barnett, Molly Bernard                                                 | Três amigas queer negras viajam pelo centro-oeste dos Estados Unidos para procurar uma quarta, que desapareceu                                                                                           |
| Drip Like Coffee                                              | Anaiis Cisco                                                             | EUA                                                    | Romance, Drama                       | Iman Artwell-Freeman, Kashanie Lagrotta, Ralphy Lopez, Deborah Singletary, Brittney Jenkins, Daniel Vasquez                               | [ 70 ] |
| Drive-Away Dolls                                              | Ethan Coen                                                               | Reino Unido, EUA                                       | Comédia                              | Annie Gonzalez, Margaret Qualley, Pedro Pascal, Matt Damon, Colman Domingo, Geraldine Viswanathan                                         | Uma garota que acaba de terminar com mais uma namorada e sua amiga tímida embarcam em uma jornada espontânea até Tallahassee                                                                             |
| Drive Back Home                                               | Michael Clowater                                                         | Canadá                                                 | Drama                                | Alan Cumming, Charlie Creed-Miles, Cameron Nicoll, Clare Coulter, Guy Sprung, Anthony Jones Nestoras                                      | Em 1968, dois irmãos viajam de Toronto para sua cidade natal em Novo Brunswick |
| Drømmer                                                       | Dag Johan Haugerud                                                       | Noruega                                                | Drama                                | Ella Øverbye, Selome Emnetu, Anne Marit Jacobsen, Ane Dahl Torp, Andrine Sæther, Silje Breivik                                            | Apaixonada por sua professora, uma adolescente escreve tudo o que sente em seu diário, que sua mãe e avó acham que deve ser publicado                                                                    |
| Drone                                                         | Simon Bouisson                                                           | França                                                 | Drama                                | Marion Barbeau, Eugénie Derouand, Cédric Kahn, Stefan Crepon, Bilel Chegrani, Rio Vega                                                    | Uma estudante é perseguida por um drone de vigilância |
| Duino                                                         | Juan Pablo Di Pace, Andrés Pepe Estrada                                  | Argentina, Itália, EUA                                 | Drama                                | Juan Pablo Di Pace, Santiago Madrussan, Krista Kosonen, Jóhannes Haukur Jóhannesson, Julia Bender                                         | Um cineasta argentino tem dificuldades em terminar seu filme inspirado por seu primeiro amor, que ele conheceu em uma escola internacional nos anos 90                                                   |
| Easter Evil                                                   | Jared Masters                                                            | EUA                                                    | Comédia, Terror                      | Elizabeth Rath, Jared Masters, Geo Sargent, Jeffrey Dean Gray, Mantha Balourdou, Rachel Blankman                                          | Em Las Vegas, um go-go dancer e uma garota de programa são aterrorizados por um coelho gigante maléfico                                                                                                  |
| Eat the Night                                                 | Caroline Poggi, Jonathan Vinel                                           | França                                                 | Suspense, Romance, Drama             | Théo Cholbi, Erwan Kepoa Falé, Lilia Gueneau, Mahamat Amine Benrachid                                                                     | Com o anúncio do fim de seu MMORPG favorito, o relacionamento de um jovem com o homem misterioso que conheceu no jogo ganha maior importância                                                            |
| Echoes of Dreams                                              | Vanessa Mariveles                                                        | EUA                                                    | Comédia, Drama                       | Nathalie Pajarillo, Pooja Bavdankar, Jessica K. Chaves, Janet Lynn Saunders, Sherill Quinn, Carrie Zhou                                   | Um jovem filipina que acaba de sair do armário sonha em se tornar uma DJ |
| L'edat imminent                                               | Col·lectiu Vigília, Clara Serrano, Gerard Simó Gimeno                    | Espanha                                                | Drama                                | Miquel Mas Martínez, Antonia Fernández Mir, Nunu Sales, Claudia Jara, Jan Mediavilla, Albert Caro Aguilera                                | Um jovem cuida de sua avó em Barcelona, mas a dependência dela entra em conflito com a necessidade por liberdade dele                                                                                    |
| Éden et Charlie                                               | Benoît Duvette                                                           | França                                                 | Romance, Drama                       | Néven Carron, Augustin De Winter | [ 80 ] |
| Einskonar Ást                                                 | Sigurður Anton Friðþjófsson                                              | Islândia                                               | Drama, Comédia, Romance              | Kristrún Kolbrúnardóttir, Magdalena Tworek, Edda Lovisa, Laurasif Nora, Andrea Snædal, Þórhallur Þórhallsson                              | Uma personalidade da internet enfrenta ansiedades sobre o futuro quando sua namorada diz querer se mudar com ela e fechar seu relacionamento aberto                                                      |
| Eksplosjoner i hjertet                                        | Yenni Lee                                                                | Noruega                                                | Drama, Romance                       | Vic Carmen Sonne, Silvana Imam, Mads Sjøgård Pettersen, Carl Martin Eggesbø, Amy Black Ndiaye, Harald Beharie                             | Uma mulher se apaixona por outra mas descobre que esta é poliamorosa |
| Ella                                                          | Antony Hickling                                                          | França                                                 | Drama                                | Marie Chéru, Liia Kalindovskaia, Kendra Sutter, Noée Andraos, Julian Luca Clark, Alan Behava                                              | [ 83 ] |
| Elton John: Never Too Late                                    | R.J. Cutler, David Furnish                                               | Reino Unido, EUA                                       | Documentário                         | Elton John | Centrado na carreira de 50 de Elton John |
| Emilia Pérez                                                  | Jacques Audiard                                                          | França, México                                         | Comédia, Musical                     | Karla Sofía Gascón, Selena Gomez, Zoë Saldaña, Édgar Ramírez, Mark Ivanir, Adriana Paz                                                    | |
| Emo Valley                                                    | Anthony Bawn                                                             | EUA                                                    | Drama, Suspense                      | Jordan Haze, Sean Alan Mazur, Jarick White, Elliott K Sommerville, Brandon Anthony, Anthony Bawn                                          | Um sobrevivente de um orfanato que mora nas ruas de Phoenix tem um stalker nas redes sociais |
| Empire Waist                                                  | Claire Ayoub                                                             | EUA                                                    | Comédia, Drama                       | Missi Pyle, Rainn Wilson, Jolene Purdy, Isabella Pisacane, Tabyana Ali, Mia Kaplan                                                        | Quando o talento por design de moda de uma adolescente acima do peso é descoberto, ela tem que decidir entre expor seu trabalho ou voltar a costurar nas sombras                                         |
| Estamos no Ar                                                 | Diogo Costa Amarante                                                     | Portugal                                               | Drama                                | Carloto Cotta, Sandra Faleiro, Valerie Braddell, Anabela Moreira, Cucha Carvalheiro, Pedro Almendra                                       | Um jovem, sua mãe, e sua avó dividem um desejo por uma vida diferente |
| Eternal You                                                   | Hans Block, Moritz Riesewick                                             | Alemanha, EUA                                          | Documentário                         | | Explora as consequências do sonho da imortalidade através das ideias de novas startups de criar avatares de pessoas falecidas para seus entes queridos                                                   |
| Éviction                                                      | Mathilde Capone                                                          | Canadá                                                 | Documentário                         | | Os residentes da comunidade LGBT de Parthenais em Montreal procuram um novo lugar para morar em meio a uma crise imobiliária                                                                             |
| The Exorcism of Saint Patrick                                 | Quinn Armstrong                                                          | EUA                                                    | Terror                               | Steve Pinder, Michael J. Cline, Maya Jeyam, Caitlin McWethy, Andrew James Myers, Alan Tyson                                               | Um pastor leva uma adolescente gay para um chalé isolado para realizar uma terapia de conversão sexual, mas os fantasmas de suas vítimas anteriores estão à sua espera                                   |
| Extraction, USA                                               | Mike Yonts                                                               | EUA                                                    | Drama, Ação                          | Leanne Johnson, Marlee Carpenter, Chase Strange, Derek McMahan, Dannon Everett, Dija Renuka                                               | [ 89 ] |
| Extremely Unique Dynamic                                      | Katherine Dudas, Ivan Leung, Harrison Xu                                 | EUA                                                    | Comédia, Drama                       | Hudson Yang, Harrison Xu, Ivan Leung, Valerie Yu, Jason Sun, Lucus Liu                                                                    | Dois melhores amigos decidem fazer um filme sobre dois amigos que fazem um filme sobre dois amigos que fazem um filme                                                                                    |
| The Fabulous Four                                             | Jocelyn Moorhouse                                                        | EUA                                                    | Comédia, Drama                       | Susan Sarandon, Bette Midler, Megan Mullally, Sheryl Lee Ralph, Timothy V. Murphy, Bruce Greenwood                                        | Três amigas de longa data viajam para Key West para serem madrinhas no casamento surpresa de uma amiga de faculdade                                                                                      |
| As Fado Bicha                                                 | Justine Lemahieu                                                         | Portugal                                               | Documentário                         | Lila Tiago, João Caçador | Sobre a dupla musical Fado Bicha |
| Fallen Fruit                                                  | Chris Molina                                                             | EUA                                                    | Drama                                | Ramiro Batista, Austin Cassel, Krystal Millie Valdes, Adrian Menendez, Nicole Quintana, Ozzie Quintana                                    | Um jovem de coração quebrado retorna à Miami, onde é forçado a reavaliar seus relacionamentos a medida que um furacão se aproxima da cidade                                                              |
| Familiar Places                                               | Mala Reinhardt                                                           | Alemanha                                               | Documentário                         | Pamela Akosua Twinwaah Amponsah | A diretora segue sua amiga, uma mulher queer ganêsa-alemã que quer ter um filho, por três anos |
| Family Pride, Queer Aside                                     | Maria Millan                                                             | Venezuela                                              | Documentário                         | | Farmacêutico durante o dia e drag queen durante a noite, um jovem gay de Caracas tenta adotar três crianças com a ajuda de sua irmã durante a pandemia de COVID-19                                       |
| Feeling Randy                                                 | Dean Lent                                                                | EUA                                                    | Comédia                              | Reid Miller, Jonathan Silverman, Marguerite Moreau, Tyler Lawrence Gray, Blaine Kern III, Kerrice Brooks                                  | Nos anos 70, quatro jovens saem em uma jornada para descobrir suas sexualidades |
| Femmenell (Chic e Favoloso)                                   | Andrea Fortis                                                            | Itália                                                 | Documentário                         | | Sobre Femminielli, figuras históricas queer da cidade de Nápoles |
| The Fire Inside                                               | Rachel Morrison                                                          | EUA                                                    | Drama, Biográfico                    | Ryan Destiny, Brian Tyree Henry, Judy Greer, Oluniké Adeliyi, Kylee D. Allen, Emmanuel Igboke                                             | Sobre a boxeadora olímpica Claressa Shields |
| The Flamingo                                                  | Adam Sekuler                                                             | EUA                                                    | Documentário                         | Mary Phillips | Após 13 anos de celibato, uma mulher divorciada de 60 anos procura a liberdade sexual |
| Flashback                                                     | Peter Hays                                                               | Canadá                                                 | Documentário                         | | A história da boate gay homônima no norte conservador do Canadá |
| For Boys                                                      | Nils-Erik Ekblom                                                         | Finlândia                                              | Drama                                | Mika Melender, Janne Puustinen, Valtteri Lehtinen                                                                                         | Prestes a morrer, um homem cria um perfil de namoro falso para atrair alguma companhia para seu apartamento                                                                                              |
| Fotogenico                                                    | Marcia Romano, Benoît Sabatier                                           | França                                                 | Drama, Comédia                       | Sasha Vaughan, Christophe Paou, Roxane Mesquida, Angèle Metzger, Yasmine Neya                                                             | De luto, um homem procura todos que fizeram parte da banda de sua falecida filha em Marselha |
| Four Mothers                                                  | Darren Thornton                                                          | Irlanda                                                | Comédia, Drama                       | James McArdle, Fionnula Flanagan, Dearbhla Molloy, Paddy Glynn, Stella McCusker, Niamh Cusack                                             | Um novelista tem que lidar com quatro senhoras excêntricas quando seus amigos deixam suas mães em sua casa                                                                                               |
| French Girl                                                   | James A. Woods, Nicolas Wright                                           | Canadá                                                 | Comédia, Romance                     | Zach Braff, Evelyne Brochu, Vanessa Hudgens, Antoine Olivier Pilon, Luc Picard, Isabelle Vincent                                          | Um professor teme que sua namorada francesa volte para sua ex quando a primeira começa a trabalhar para a última                                                                                         |
| Frida                                                         | Carla Gutiérrez                                                          | EUA, México                                            | Documentário                         | | Uma jornada pela vida, mente, e coração da artista mexicana Frida Kahlo |
| Los Frikis                                                    | Tyler Nilson, Michael Schwartz                                           | República Dominicana, EUA                              | Drama                                | Adria Arjona, Héctor Medina, Eros de la Puente, Luis Alberto García, Jorge Perugorría, Manuel Alejandro Rodríguez Gomez                   | Um grupo de punks cubanos se infectam propositalmente com o vírus do HIV para serem enviados à um sanatório público e escaparem da pobreza                                                               |
| From All Sides                                                | Bina Bhattacharya                                                        | Austrália                                              | Drama                                | Rebekah Elmaloglou, Max Brown, Craig Walker, Susan Ling Young, Amanda Benson, Monique Kalmar                                              | A antiga carreira de dançarina profissional de uma mãe é revelada nos subúrbios de Sydney |
| Fuchsia Libre                                                 | RC Delos Reyes                                                           | Filipinas                                              | Comédia, Ação                        | Paolo Contis, John Arcilla, Gian Magdangal, Khalil Ramos, Randy Villarama, Jon Santos                                                     | Um homem no armário procurando a aprovação de seu pai acaba virando uma sensação no mundo da luta livre underground                                                                                      |
| Fuga                                                          | Bénédicte Liénard, Mary Jimenez Freeman-Morris                           | Bélgica, Países Baixos, França                         | Drama                                | Saor Sax, Valentina Linares Gonzalez | Ambos indígenas, uma artista queer leva o corpo de sua namorada trans pela Amazônia peruana para enterrá-la em seu vilarejo natal                                                                        |
| The Garden Cadences                                           | Dane Komljen                                                             | Alemanha                                               | Documentário                         | | Sobre as Mollies, um coletivo de mulheres queers de Berlim |
| Girl Friends (ഗേൾ ഫ്രണ്ട്സ്)                                       | Shobhana Padinjhattil                                                    | Índia                                                  | Drama, Romance                       | Ramya Valsala, Kannanunni, Anoop Mohandas, Rosa Felicia, Sethu Lakshmi III, Prajith Prasad                                                | Cinco amigas trans de sexualidades diferentes vivem em Kerala |
| Given The Movie: Hiiragi Mix (映画 ギヴン 柊mix)              | Noriko Hashimoto                                                         | Japão                                                  | Animação, Romance                    | Shogo Yano, Takuya Eguchi, Yuma Uchida, Masatomo Nakazawa, Fumiya Imai                                                                    | Continuação do mangá/anime Given |
| Good One                                                      | India Donaldson                                                          | EUA                                                    | Drama                                | Lily Collias, James Le Gros, Sumaya Bouhbal, Diana Irvine, Sam Lanier, Peter McNally                                                      | Uma adolescente faz um mochilão com seu pai e o amigo deste |
| Gotteskinder                                                  | Frauke Lodders                                                           | Alemanha                                               | Drama                                | Bettina Zimmermann, Mark Waschke, Flora Thiemann, Michelangelo Fortuzzi, Lennox Halm, Serafin Mishiev                                     | Dois irmãos de criação evangélica conservadora se encontram em oposição a sua família quando um descobre que é gay e a outra desenvolve interesses incopatíveis com as ideias dos pais                   |
| The Greatest                                                  | Ryan Sarno                                                               | EUA                                                    | Drama, Romance                       | Isaac Nevrla, Sergio Acevedo, Isabela Jacobsen Shay, Jarred Harper, Mike Doyle, Gabriella Piazza                                          | Em 1962, um pacato homem de família se envolve com outro e deve esconder o relacionamento |
| Greer Ralston – Giving It All to Art                          | Rachel Dax                                                               | Reino Unido                                            | Documentário                         | Greer Ralston | Sobre a artista figurativa Greer Ralston |
| Griffin in Summer                                             | Nicholas Colia                                                           | EUA                                                    | Comédia                              | Everett Blunck, Melanie Lynskey, Kathryn Newton, Owen Teague, Michael Esper, Abby Ryder Fortson                                           | Um garoto de 14 anos que quer ser dramaturgo se encanta pelo faz-tudo local durante suas férias de verão                                                                                                 |
| The Groomsmen: First Look                                     | Ron Oliver                                                               | EUA, Canadá                                            | Comédia, Romance                     | Jonathan Bennett, B.J. Britt, Tyler Hynes, Laura Fuino, Heather Hemmens, Chloe Raphael                                                    | Um pediatra e um médico se conhecem em um casamento |
| Hágase tu voluntad                                            | Adrián Silvestre                                                         | Espanha                                                | Documentário                         | Adrián Silvestre | Após sofrer dois derrames, um homem quer se reconciliar com seus dois filhos antes de morrer |
| Haze                                                          | Matthew Fifer                                                            | EUA                                                    | Drama, Suspense, Terror              | Cole Doman, Brian J. Smith, David Pittu, Annie Golden, Asher Nevélle, Kirby Denny                                                         | Um jovem jornalista retorna à sua cidade natal para investigar estranhas mortes em um hospício abandonado                                                                                                |
| Heart of the Man                                              | David Cook                                                               | Austrália                                              | Drama                                | David Cook, Parker Little, Roxanne McDonald, Vito Leo, Sean Dow, Matt Young                                                               | Um boxeador tem que decidir entre orgulhar seu pai/treinador e assumir sua sexualidade |
| Helen and the Bear                                            | Alix Blair                                                               | EUA                                                    | Documentário                         | Helen Hooper, Pete McCloskey | [ 121 ] |
| A Herança                                                     | João Cândido Zacharias                                                   | Brasil                                                 | Drama, Terror                        | Diego Montez, Yohan Levy, Analu Prestes, Cristina Pereira, Luiza Kosovski, Ana Carbatti, Gilda Nomacce                                    | Após a morte de sua mãe, um homem volta ao Brasil com seu namorado e descobre ser o único herdeiro da avó que nunca conheceu                                                                             |
| Hero Camp!                                                    | Sam Ho                                                                   | EUA                                                    | Documentário                         | | Três adolescentes queer iniciam uma jornada de autodescoberta em um acampamento de larp |
| Hidden Flora                                                  | Ryan Rox                                                                 | EUA                                                    | Comédia, Romance, Drama              | Luca Silver, Nick Check, Jaxon Inge, Aj Tumminaro, Madison Junchaya, Charleigh Tallman                                                    | Uma pessoa trans desperadamente romântica explora sua sexualidade |
| High Tide                                                     | Marco Calvani                                                            | EUA                                                    | Drama                                | Marco Pigossi, Marisa Tomei, Bill Irwin, Bryan Batt, Mya Taylor, Sean Mahon                                                               | Um imigrante brasileiro de coração partido procura por propósito em Provincetown |
| Hija pródiga                                                  | Mabel Valdiviezo                                                         | EUA                                                    | Documentário                         | Mabel Valdiviezo | A diretora reencontra sua família no Peru após anos afastada |
| The Holiday Exchange                                          | Jake Helgren                                                             | EUA                                                    | Romance                              | Taylor Frey, Rick Cosnett, Samer Salem, Daniel Garcia, Kyle Richards, Camila Banus                                                        | Dois homens trocam de casa durante as festas de fim de ano |
| Holloway                                                      | Sophie Compton, Daisy-May Hudson                                         | Reino Unido                                            | Documentário                         | | Seis ex-presidiárias visitam Holloway, uma penitenciária feminina abandonada que foi uma vez a maior da Europa                                                                                           |
| Hombres integros                                              | Alejandro Andrade                                                        | México                                                 | Drama                                | Andres Revo, Emilio Puente, Joaquín Emanuel, María Aura, Tomás Rojas, Moisés Arizmendi                                                    | Em uma escola católica um adolescente tenta evitar rumores sobre sua sexualidade ao demonstrar um comportamento violento                                                                                 |
| Un hombre libre                                               | Laura Hojman                                                             | Espanha                                                | Documentário                         | Pedro Almodóvar, Paco Bezerra, Marisa Paredes, Bob Pop, Alberto Conejero, Marisol Membrillo                                               | Sobre o escritor espanhol Agustín Gómez Arcos |
| A House Is Not A Disco                                        | Brian J. Smith                                                           | EUA                                                    | Documentário                         | Doug Harris, Scott Bromley, Marc Christensen, Iman Le Caire, Stevie Williams, Shyloh Curet                                                | Sobre a sociedade "homonormativa" deFire Island Pines |
| House with a Voice                                            | Kristine Nrecaj, Birthe Templin                                          | Alemanha                                               | Documentário                         | | A história de seis virgens juramentadas albanêsas |
| Huījìn (灰燼)                                                 | Yang Liping                                                              | Japão                                                  | Drama                                | Wan Kana, Shohei Matsuzaki, Takashi Irie, Toru Watanabe                                                                                   | [ 131 ] |
| I Am Not Big Bird                                             | Victor Villanueva                                                        | Filipinas                                              | Comédia                              | Enrique Gil, Red Ollero, Nikko Natividad, Pepe Herrera, Wipawee Charoenpura, Kumron Jivachat                                              | trad. Um Sósia Inusitado Depois da namorada rejeitar sua proposta de casamento, um virgem de 30 anos viaja para a Tailândia, onde é confundido com um ator pornô famoso                                  |
| I Don't Understand You                                        | David Joseph Craig, Brian Crano                                          | EUA                                                    | Terror, Comédia, Drama               | Nick Kroll, Andrew Rannells, Morgan Spector, Nunzia Schiano, Paolo Romano, Eleonora Romandini                                             | Um casal gay prestes a adotar um bebê entram em uma enrascada durante uma viagem pela Itália |
| I Love You, AllWays                                           | Stuart Sox                                                               | EUA                                                    | Documentário                         | | Sobre o AllWays Lounge, um cabaré queer de Nova Orleães |
| I Saw the TV Glow                                             | Jane Schoenbrun                                                          | EUA                                                    | Terror, Drama                        | Justice Smith, Brigette Lundy-Paine, Helena Howard, Danielle Deadwyler, Amber Benson, Ian Foreman                                         | A realidade de um adolescente suburbano começa a ruir quando seu amigo o apresenta a um misterioso programa de TV noturno                                                                                |
| I'm Your Venus                                                | Kimberly Reed                                                            | EUA                                                    | Documentário                         | Venus Xtravaganza | Sobre o assassinato não-resolvido de Venus Xtravaganza estrela do documentário Paris is Burning de 1991                                                                                                  |
| Ikoku Nikki (違国日記)                                        | Natsuki Seta                                                             | Japão                                                  | Drama, Romance                       | Yui Aragaki, Ikoi Hayase, Kôji Seto, Kaho, Rina Komiyama, Guin Poon Chaw                                                                  | Baseado no mangá homônimo de Tomoko Yamashita |
| Im Schatten der Träume                                        | Martin Witz                                                              | Alemanha, Suíça                                        | Documentário                         | Götz Alsmann, Manfred Herzer, Michael Jary, Claudio Maniscalco, Rainer Rother, Bibi Johns                                                 | Sobre a amizade entre Bruno Balz e Michael Jary, compositores de schlager e trilhas sonoras |
| In the Room Where He Waits                                    | Timothy Despina Marshall                                                 | Austrália                                              | Terror, Drama                        | Daniel Monks, Susie Porter, Annabel Marshall-Roth, Anthony Brandon Wong, Nicholas Papademetriou, Sunny S. Walia                           | Um ator de teatro aguardando o funeral de seu pai acredita que tem alguém dentro do quarto de hotel com ele                                                                                              |
| In The Summers                                                | Alessandra Lacorazza                                                     | EUA, México                                            | Drama                                | Residente, Sasha Calle, Lio Mehiel, Leslie Grace, Emma Ramos, Sharlene Cruz                                                               | O relacionamento entre duas irmãs e seu pai amoroso mas volátil durante suas visitas anuais a casa dele em Las Cruces                                                                                    |
| India’s 1st Best Trans Model Agency                           | Ila Mehrotra                                                             | Índia                                                  | Documentário                         | Rudrani Chettri | Segue 7 anos na vida da modelo e ativista trans Rudrani Chettri |
| Insubmissas                                                   | Carol Benjamin, Tais Amordivino, Ana do Carmo, Julia Katharine, Luh Maza | Brasil                                                 | Drama, Antologia                     | Divina Valéria, Gilda Nomacce, Jéssica Marques, Josi Varjão, Márcia Limma, Antônio Petrin                                                 | Quatro curtas adaptados de histórias escritas por mulheres brasileiras no final do século XX |
| Io non sono nessuno                                           | Geraldine Ottier                                                         | Itália                                                 | Drama, Biográfico                    | Erica Zambelli, Martina Carletti, Graziano Scarabicchi, Susanna Marcomeni, Piero Grant, Corrado Taranto                                   | Sobre Mariasilvia Spolato, primeira mulher italiana a sair da armário publicamente em 1972 |
| Janis Ian: Breaking Silence                                   | Varda Bar-Kar                                                            | EUA                                                    | Documentário                         | Janis Ian | A vida turbulenta da cantora Janis Ian |
| Jean Cocteau                                                  | Lisa Immordino Vreeland                                                  | EUA                                                    | Documentário                         | Jean Cocteau, Josh O'Connor | Sobre o poeta, dramaturgo, artista visual e cineasta Jean Cocteau |
| Jimmy                                                         | Yashaddai Owens                                                          | França, Turquia                                        | Documentário                         | Benny O. Arthur | Sobre a década em que o escritor James Baldwin passou no bairro argelino de Paris, a partir de 1948 |
| John Singer Sargent: Fashion and Swagger                      | David Bickerstaff                                                        | Reino Unido                                            | Documentário                         | | Sobre o pintor John Singer Sargent e sua arte |
| Joy Dancer                                                    | Sylvia Solf, Suzanne Smith                                               | EUA                                                    | Documentário                         | Gregory Maqoma | Sobre o coreógrafo e ativista sul-africano Gregory Maqoma |
| Kantli                                                        | Joshua Caesar Medroso                                                    | Filipinas                                              | Ficção Científica, Romance           | Edmund M. Telmo, Andre Miguel Bongato, Sue Prado, Fe GingGing Hyde                                                                        | O amor secreto de dois jovens é ameaçado pela demolição iminente de seu vilarejo, mas tudo muda quando vestígios alienígenas são encontrados                                                             |
| Katlaa Curry (કટલા કરી)                                         | Rohit Prajapati                                                          | Índia                                                  | Drama                                | Mayank Gandhi, Priyaank Gangwani, Rohit Prajapati                                                                                         | Em um vilarejo às margens do rio Narmada, um pescador encontra um jovem em sua rede |
| Khel Khel Mein (खेल खेल में)                                      | Mudassar Aziz                                                            | Índia                                                  | Comédia, Drama                       | Akshay Kumar, Taapsee Pannu, Vaani Kapoor, Fardeen Khan, Ammy Virk, Pragya Jaiswal                                                        | Refilmagem do filme italiano Perfetti sconosciuti de 2016 |
| Kim Carnie: Out Loud                                          | Maureen MacLeod                                                          | Reino Unido                                            | Documentário                         | Kim Carnie | Após 6 anos em um relacionamento secreto, a cantora escocesa Kim Carnie decide sair do armário |
| King Baby                                                     | Arran Shearing, Kit Redstone                                             | França, Reino Unido                                    | Drama, Fantasia                      | Neil Chinneck, Graham Dickson | [ 151 ] |
| Kitty Kelly Ki Diwali                                         | Vivek Shah                                                               | Índia                                                  | Drama, Suspense                      | Julia Geier, Aiman Mukhtiar, Aakash Prabhakar, Urmila Kishor Shah                                                                         | Média-metragem onde uma jovem deicde matar a senhoria de seu prédio para impedir que sua namorada americana seja deportada                                                                               |
| Kjærlighet                                                    | Dag Johan Haugerud                                                       | Noruega                                                | Drama                                | Andrea Bræin Hovig, Thomas Gullestad, Lars Jacob Holm, Tayo Cittadella, Marte Engebrigtsen, Marian Saastad Ottesen                        | Uma doutora pragmática conhece um enfermeiro gay que explica sua filosofia de intimidade espontânea e encontros casuais                                                                                  |
| Kuch Sapney Apne                                              | Sridhar Rangayan, Saagar Gupta                                           | Índia                                                  | Drama                                | Mona Ambegaonkar, Shishir Sharma, Satvik Bhatia, Arpit Chaudhary, Abhay Kulkarni, Veenah Naair                                            | O relacionamento entre dois homens é testado quando um deles tem um caso |
| Labirinti                                                     | Giulio Donato                                                            | Itália                                                 | Drama                                | Francesco Grillo, Simone Iorgi, Stella Mastrantonio, Finn Ronsdorf, Davide Fasano, Antonio Gerardi                                        | [ 154 ] |
| Lady Like                                                     | Luke Willis                                                              | Reino Unido                                            | Documentário, Drama                  | Lady Camden, Nina West, Tye Olson, Nia Politan, Adriana Roy, Sasha Pikul                                                                  | Docuficção que segue a história de Rex Wheeler e sua persona drag, Lady Camden |
| Ladybug                                                       | Tim Cruz                                                                 | EUA                                                    | Terror, Suspense                     | Anthony Del Negro, Scout Taylor-Compton, Charlene Tilton, Nancy Stephens, Lisa Thornhill, Zachary Roozen                                  | Um jovem artista se isola em um chalé para trabalhar, se envolve com um fantasma, e vira alvo do mesmo assassino em série que matou este                                                                 |
| Lakeview                                                      | Tara Thorne                                                              | Canadá                                                 | Comédia, Drama                       | Lesley Smith, Nicole Steeves, Faly Mevamanana, Kathryn McCormack, Jessica Marie Brown, Stephanie Clarke                                   | Um grupo de amigos de longa data passa o fim de semana em uma casa do lago |
| Landesverräter                                                | Michael Krummenacher                                                     | Suíça                                                  | Drama, Biográfico                    | Luna Wedler, Fabian Hinrichs, Dimitri Krebs, Stefan Gubser, Ernst C. Sigrist, Robert Hunger-Bühler                                        | Sobre Ernst Schrämli, primeiro suíço sentenciado por espionagem e traição |
| Langue Étrangère                                              | Claire Burger                                                            | França, Alemanha, Bélgica                              | Drama                                | Chiara Mastroianni, Nina Hoss, Lilith Grasmug, Josefa Heinsius, Robert Gwisdek                                                            | Uma adolescente cria uma outra vida para impressionar outra garota durante uma viagem de intercâmbio |
| Last ExMas                                                    | Sarah Rotella                                                            | Canadá                                                 | Comédia                              | Shaeane Jimenez, Elena Milo, Jasmine Ward, Vishnu Nirvana, Cristina Paoletta, Larry Smith                                                 | Duas ex-namoradas se reencontram em sua cidade natal |
| Last Party                                                    | Nicolas Dozol                                                            | Suíça, França                                          | Drama                                | Lucie Cecchi, Remi Gerard, Uma Condolo, Teddy Hardy, Victorien Bonnet, Anouchka Henchoz                                                   | Quatro adolescentes enfrentando uma crise existencial acabam ficando presos durante uma festa |
| Lavender Men                                                  | Lovell Holder                                                            | EUA                                                    | Comédia                              | Roger Q. Mason, Pete Ploszek, Alex Esola, Ted Rooney, Charlie Thurston, Philippe Bowgen                                                   | [ 162 ] |
| Layla                                                         | Amrou Al-Kadhi                                                           | Reino Unido                                            | Drama                                | Bilal Hasna, Louis Greatorex, Safiyya Ingar, Terique Jarrett, Darkwah, Sarah Agha                                                         | Uma drag queen árabe debate sua existência quando se apaixona pela primeira vez |
| Lethal Love Affair                                            | Brian Shackelford                                                        | EUA                                                    | Suspense                             | Yasmeen Griffin, Angela Chandra, Shoneji Robison, Cindy Ecclesiastre, Diane D. Carter, Gary Modlish                                       | Uma mulher começa a ser perseguida por seu caso de uma noite |
| Das letzte Tabu                                               | Manfred Oldenburg                                                        | Alemanha                                               | Documentário                         | Amal Fashanu, Thomas Hitzlsperger, Collin Martin, Matt Morton, Peter Tatchell, Marcus Urban                                               | Sobre os poucos jogadores de futebol profissionais abertamente gay |
| Life of Riley                                                 | Jacquie Lawrence                                                         | Reino Unido                                            | Documentário                         | Linda Riley | Sobre Linda Riley, ativista lésbica e editora da revista DIVA |
| The Life of Sean DeLear                                       | Markus Zizenbacher                                                       | Áustria                                                | Documentário                         | Sean DeLear, Ann Magnuson, Scott Ewalt, Steve McDonald, Jeppe Beck Laursen, Susan Tyrrell                                                 | Sobre Sean DeLear, artista queer do mundo underground de Los Angeles entre os anos 1990 e 2000 |
| Lijepa večer, lijep dan                                       | Ivona Juka                                                               | Croácia, Polônia, Canadá, Chipre, Bósnia e Herzegovina | Drama                                | Dado Ćosić, Emir Hadžihafizbegović, Slaven Došlo, Đorđe Galić, Elmir Krivalić, Dražen Čuček                                               | |
| Lilies Not for Me                                             | Will Seefried                                                            | Reino Unido, África do Sul, EUA                        | Drama                                | Fionn O'Shea, Robert Aramayo, Erin Kellyman, Jodi Balfour, Louis Hofmann, Celeste Loots                                                   | Um escritor gay e seu enfermeiro psiquiátrico formam uma conexão inesperada na Inglaterra dos anos 1920                                                                                                  |
| Linda                                                         | Mariana Wainstein                                                        | Argentina, Espanha                                     | Drama                                | Eugenia Suárez, Rafael Spregelburd, Julieta Cardinali, Minerva Casero, Felipe Otaño, Agustín Della Corte                                  | Uma mulher começa a trabalhar na casa de uma família afluente de Buenos Aires e logo encanta todos os membros do clã                                                                                     |
| Linda Perry: Let It Die Here                                  | Don Hardy                                                                | EUA                                                    | Documentário                         | Linda Perry, Dolly Parton, Christina Aguilera, Brandi Carlile, Sara Gilbert, Aubin Crowell                                                | Um olhar íntimo sobre a vida e carreira da cantora Linda Perry |
| The Little Pageant That Could!                                | John Carlos Frey                                                         | EUA                                                    | Documentário                         | Patrick Rush, Jeffrey Drew, John Paschal, Jack Lorenz                                                                                     | Sobre o Best in Drag Show, evento anual de drag para arrecadação de fundos para caridade |
| Ljósbrot                                                      | Rúnar Rúnarsson                                                          | Islândia, Países Baixos, Croácia, França               | Drama                                | Elín Hall, Katla Njálsdóttir, Mikael Kaaber, Ágúst Wigum, Gunnar Hrafn Kristjánsson, Baldur Einarsson                                     | [ 171 ] |
| Ljósvíkingar                                                  | Snævar Sölvason, Birgit Guðjónsdóttir                                    | Islândia                                               | Drama                                | Björn Jörundur Friðbjörnsson, Arna Magnea Danks, Helgi Björnsson, Ólafía Hrönn Jónsdóttir, Sara Dögg Ásgeirsdóttir, Vigdís Hafliðadóttir  | Dois amigos de infância comandam um restaurante de frutos do mar, mas sua amizade é testada quando um deles revela ser uma mulher trans                                                                  |
| La llegada del hijo                                           | Cecilia Atán, Valeria Pivato                                             | Argentina, Espanha                                     | Drama                                | Maricel Álvarez, Angelo Mutti Spinetta, Cristina Banegas, Greta Fernández                                                                 | Em um luto secreto, uma mulher deve receber o filho que acaba de sair da prisão |
| A Long Way From Heaven                                        | David Sant                                                               | EUA                                                    | Documentário                         | | Sobre a comunidade de estudantes LGBT da Universidade Brigham Young |
| Look at Me                                                    | Taylor Olson                                                             | Canadá                                                 | Drama                                | Taylor Olson, Koumbie, Sam Vigneault, Stephanie MacDonald, Thom Payne, Frietzen Kenter                                                    | Uma autobiografia ficcional do diretor |
| Looking for Simone                                            | Nathalie Masduraud, Valérie Urrea                                        | França                                                 | Documentário                         | Noémie Merlant | Examina as origens e a relevância de O Segundo Sexo de Simone de Beauvoir |
| Lord of Wolves                                                | Charlie Steeds                                                           | Reino Unido                                            | Suspense, Terror                     | Joshua Tonks, Jake Watkins, Rosie Edwards, Michaela Longden, Elliot Hadley, Ray Calleja                                                   | Após a morte misteriosa de seu colega de quarto, um homem acidentalmente invoca um culto de lobisomens em Londres                                                                                        |
| The Lost Holliday                                             | Jussie Smollett                                                          | EUA                                                    | Drama                                | Vivica A. Fox, Jussie Smollett, Jabari Redd, Marquise Vilson, Brittany S. Hall, Miriam A. Hyman                                           | Após a morte de seu filho, de quem estava afastada, uma mulher conhece o marido deste |
| Loud Love                                                     | Bing Wang                                                                | EUA                                                    | Documentário                         | | Um casal gay com deficiência auditiva criam duas crianças que escutam |
| Love Kills                                                    | Duke                                                                     | EUA                                                    | Romance, Drama, Suspense             | Gaia Brooks, Lucy Diamante, Konstantinos Angel, Maximilian Seed, James Arlow, Kaiya Eisenberg                                             | Uma jovem não consegue se decidir entre seu namorado de longa data e sua nova e cativante colega de quarto                                                                                               |
| Love Lies Bleeding                                            | Rose Glass                                                               | EUA                                                    | Suspense                             | Kristen Stewart, Katy O'Brian, Ed Harris, Dave Franco, Jena Malone, Anna Baryshnikov                                                      | A gerente de uma academia se apaixona por uma fisiculturista ambiciosa, mas a sua família criminosa pode atrapalhar o romance                                                                            |
| Love Machina                                                  | Peter Sillen                                                             | EUA                                                    | Documentário                         | Bina Rothblatt, Martine Rothblatt | Um casal de mulheres futuristas encomendam uma IA para transferir a consciência de uma delas para imortalizar seu amor                                                                                   |
| Love Me                                                       | Andrew Zuchero, Sam Zuchero                                              | EUA                                                    | Ficção Científica, Drama, Romance    | Kristen Stewart, Steven Yeun | Tempos depois da extinção humana, uma boia espacial e um satélite se conhecem online e se apaixonam |
| Love, Venezia                                                 | Steve Balderson                                                          | EUA                                                    | Drama                                | Daniel Bateman, Alexander Ananasso, Mink Stole, Suzanna Akins, Zaramok Bachok, Marek Probosz                                              | Após terminar um relacionamento, um homem para Veneza e redescobre o amor e o desejo |
| Lover of Men: The Untold History of Abraham Lincoln           | Shaun Peterson                                                           | EUA                                                    | Documentário                         | Thomas Balcerski, Michael Bronski, Jack Halberstam, John Stauffer, Craig Tichelkamp                                                       | Examina a sexualidade de Abraham Lincoln através de cartas e fotografias inéditas |
| Luces Azules                                                  | Lucas Santa Ana                                                          | Argentina                                              | Drama                                | Ernesto Larrese, Claudio da Passano, Osmar Núñez, Fernando Dente, Estela Garelli, Edgardo Moreira                                         | A celebração do aniversário de 70 anos de um homem abala os relacionamentos de seus amigos e sua família                                                                                                 |
| Luciano                                                       | Manuel Besedovsky                                                        | Argentina                                              | Documentário                         | Luciano Tomás Pereyra | Um homem trans de Rosario trabalha para sustentar sua família |
| Luther: Never Too Much                                        | Dawn Porter                                                              | EUA                                                    | Documentário                         | Luther Vandross | Sobre o cantor Luther Vandross |
| Malanova                                                      | Roberto Cuzzillo                                                         | Itália                                                 | Drama                                | Nuno Nolasco, Joele Anastasi, Stefano Saccotelli, Bernardo Paoli                                                                          | A comemoração do aniversário de relacionamento de um casal gay é interrompida pela notícia de que um deles se tornou HIV positivo                                                                        |
| Malu                                                          | Pedro Freire                                                             | Brasil                                                 | Drama                                | Yara de Novaes, Juliana Carneiro da Cunha, Carol Duarte, Átila Bee, Márcio Vito, Marina Provenzzano                                       | Uma atriz instável e desempregada vive com sua mãe conservadora enquanto vive das lembranças de um passado artístico glorioso e tenta lidar com o relacionamento tenso com sua filha adulta              |
| Man from Pretentia                                            | Chih Hsuan Liang                                                         | EUA                                                    | Documentário                         | | Sobre Paul Bridgewater, um negociador de arte |
| A Man with Sole: The Impact of Kenneth Cole                   | Dori Berinstein                                                          | EUA                                                    | Documentário                         | | Sobre o ativista social e ícone da moda Kenneth Cole |
| Marcello Mio                                                  | Christophe Honoré                                                        | Itália, França                                         | Drama, Comédia                       | Chiara Mastroianni, Catherine Deneuve, Fabrice Luchini, Nicole Garcia, Benjamin Biolay, Melvil Poupaud                                    | Uma versão ficcionalizada da atriz Chiara Mastroianni decide incorporar seu falecido pai, Marcello Mastroianni                                                                                           |
| Maschile Plurale                                              | Alessandro Guida                                                         | Itália                                                 | Comédia, Romance                     | Giancarlo Commare, Gianmarco Saurino, Michela Giraud, Andrea Fuorto, Francesco Gheghi, Mirko Trovato                                      | Continuação do filme Maschile Singolare de 2021 |
| Maxxie LaWow: Drag Super-shero                                | Anthony Hand                                                             | EUA                                                    | Animação, Fantasia, Comédia          | Grant Hodges, Erika Ishii, Terren Wooten Clarke, Laraine Newman, Jeffrey Bowyer-Chapman                                                   | Uma super-heroína drag queen deve resgatar suas companheiras quando estas são raptadas por uma vilã |
| Meanwhile                                                     | Catherine Gund                                                           | EUA                                                    | Documentário                         | Jacqueline Woodson | Uma jornada não-linear que explora o impacto da supremacia branca no cotidiano e relacionamentos humanos                                                                                                 |
| O Melhor Amigo                                                | Allan Deberton                                                           | Brasil                                                 | Drama, Romance                       | Vinicius Teixeira, Gabriel Fuentes, Leo Bahia, Cláudia Ohana, Gretchen, Denis Lacerda                                                     | Dois melhores amigos se reencontram após cinco anos, despertando antigos desejos |
| Memoir of a Snail                                             | Adam Elliot                                                              | Austrália                                              | Animação, Drama                      | Sarah Snook, Eric Bana, Jacki Weaver, Kodi Smit-McPhee, Dominique Pinon, Magda Szubanski                                                  | [ 195 ] |
| Memorias de un cuerpo que arde                                | Antonella Sudasassi Furniss                                              | Costa Rica, Espanha                                    | Drama                                | Sol Carballo, Paulina Bernini Víquez, Juliana Filloy, Liliana Biamonte, Juan Luis Araya, Gabriel Araya                                    | |
| La Mer au loin                                                | Saïd Hamich                                                              | França, Qatar, Marrocos, Bélgica                       | Drama                                | Anna Mouglalis, Grégoire Colin, Ayoub Gretaa, Rym Foglia, Sarah Henochsberg, Omar Boulakirba                                              | A vida imigrante ilegal em Marselha é abalada quando ele conhece um policial carismático e sua esposa |
| Midas Man                                                     | Joe Stephenson                                                           | Reino Unido                                            | Biográfico                           | Jacob Fortune-Lloyd, Eddie Marsan, Emily Watson, Blake Richardson, Jonah Lees, Leo Harvey-Elledge                                         | Cinebiografia de Brian Epstein, empresário dos Beatles |
| Mika Ex Machina                                               | Déborah Saïag, Mika Tard                                                 | França                                                 | Comédia                              | Mika Tard, Déborah Saïag, Iris Brey, Ludivine Sagnier, Daniel Gourdon, Audrey Fabre                                                       | [ 198 ] |
| Il mio posto è qui                                            | Cristiano Bortone, Daniela Porto                                         | Itália                                                 | Drama                                | Ludovica Martino, Marco Leonardi, Giorgia Arena                                                                                           | Após a Segunda Guerra Mundial, uma mãe solteira prestes a se casar com um fazendeiro mais velho forma uma amizade com o organizador de casamentos abertamente gay de seu vilarejo                        |
| Miséricorde                                                   | Alain Guiraudie                                                          | França, Portugal, Espanha                              | Drama, Comédia                       | Félix Kysyl, Catherine Frot, Jean-Baptiste Durand, Jacques Develay, David Ayala, Serge Richard                                            | Um homem retorna à sua cidade natal para o funeral de seu antigo chefe, mas o que seria uma visita curta se estende com a ocorrência de eventos misteriosos                                              |
| Monkey Man                                                    | Dev Patel                                                                | Canadá, EUA                                            | Ação, Suspense                       | Dev Patel, Sikandar Kher, Pitobash, Adithi Kalkunte, Jatin Malik, Makrand Deshpande                                                       | [ 201 ] |
| Motel Destino                                                 | Karim Aïnouz                                                             | Brasil, Alemanha, França                               | Suspense                             | Iago Xavier, Nataly Rocha, Fábio Assunção                                                                                                 | |
| A Mother Apart                                                | Laurie Townshend                                                         | Canadá                                                 | Documentário                         | Staceyann Chin | A poetisa e ativista LGBT americana-jamaicana Staceyann Chin re-imagina a arte da maternidade |
| Mother Father Sister Brother Frank                            | Caden Douglas                                                            | Canadá                                                 | Suspense, Comédia, Terror            | Mindy Cohn, Enrico Colantoni, Melanie Leishman, Iain Stewart, Sharron Matthews, Chad Connell                                              | Um assassinado atrapalha um jantar em família que já estava tenso |
| Mud Key                                                       | Coley Sohn                                                               | EUA                                                    | Drama, Comédia                       | Coley Sohn, Quinn Sullivan, Linda Bagley, Chris MacKenzie, Pepe                                                                           | Um casal lésbico e seu terrier acidentalmente encalham seu barco nas Florida Keys |
| Un mundo para mí                                              | Alejandro Zuno                                                           | México                                                 | Drama                                | Silvia Navarro, Andrés Delgado, Mayra Hermosillo, Nova Coronel, Carmen Beato, Gerardo Trejoluna                                           | Um jovem casal entra em conflito após o nascimento de seu primeiro filho, uma criança intersexo |
| Must auk                                                      | Moonika Siimets                                                          | Estônia, Finlândia                                     | Ficção Científica, Comédia, Drama    | Ursel Tilk, Liina Tennosaar, Rea Lest, Doris Tislar, Anne Reemann, Eva Koldits                                                            | Três histórias interconectadas |
| My Old Ass                                                    | Megan Park                                                               | EUA                                                    | Comédia, Drama                       | Maisy Stella, Percy Hynes White, Aubrey Plaza, Maddie Ziegler, Carter Trozzolo, Seth Isaac Johnson                                        | No verão antes de partir para a faculdade, uma garota encontra uma versão mais velha dela mesma durante uma viagem de cogumelos alucinógenos                                                             |
| Naked Nations – Tribe Hong Kong (裸族之香港部落)              | Scud                                                                     | Hong Kong                                              | Documentário                         | Scud | [ 207 ] |
| A Nice Indian Boy                                             | Roshan Sethi                                                             | EUA                                                    | Comédia, Romance, Drama              | Jonathan Groff, Karan Soni, Sachin Sahel, Dhirendra, Pete Graham, Sean Amsing                                                             | Um médico precisa apresentar seu namorado para sua família tradicional indiana |
| Nicola                                                        | Pablo Terrazas                                                           | Bolívia                                                | Documentário                         | Nicola Scola | A jornada de transição de gênero de um padeiro divorciado de 38 anos |
| No Dogs Allowed                                               | Steve Bache                                                              | Alemanha                                               | Drama                                | Carlo Krammling, Robin Sondermann, Katharina M. Schubert, Sean Douglas, Bineta Hansen, Sithembile Menck                                   | [ 210 ] |
| Noites Claras                                                 | Paulo Filipe                                                             | Portugal                                               | Drama                                | Beatriz Godinho, Romeu Runa, Duarte Melo, Fran Martínez, Lídia Franco, Custódia Gallego                                                   | Um irmão e uma irmã, numa fase da vida em que ambos se redescobrem, enfrentam seus demônios e passam por uma profunda transformação interna                                                              |
| Nomade in Niemandsland                                        | Hester Jonkhout                                                          | Países Baixos                                          | Documentário                         | Felix de Rooy | Um olhar pela vida do artista queer caribenho Felix de Rooy |
| On A Winter Night                                             | Liam Calvert                                                             | Reino Unido                                            | Drama, Romance                       | Alexander Lincoln, Jack Brett Anderson, Jimmy Ericson, Tegan Verheul                                                                      | Um ator falido e um homem de negócios se encontram em uma noite de inverno |
| On Swift Horses                                               | Daniel Minahan                                                           | EUA                                                    | Drama                                | Daisy Edgar-Jones, Will Poulter, Jacob Elordi, Diego Calva, Sasha Calle                                                                   | |
| One Day League: Dead Mother, Dead All                         | Eugene Torres                                                            | Filipinas                                              | Comédia, Drama                       | Lady Morgana, Negi Molina, Macoy Averilla, Barbie-Q, Ryan Revita, Tommy Alejandrino                                                       | Uma mulher tenta cumprir o último desejo de sua mãe adotiva lésbica: reunir seu antigo time queer de voleibol                                                                                            |
| Oneness                                                       | Priyakanta Laishram                                                      | Índia                                                  | Drama                                | Priyakanta Laishram, Maya Choudhury, Suraj Ngashepam, Sachinker Sagolsem, Ramva Leishangthem, Rojesh Saikhomba                            | Baseado no caso do "assassinato de honra" de um jovem gay de Manipur |
| Out                                                           | Dennis Alink                                                             | Países Baixos                                          | Drama                                | Victor Löw, Henry van Loon, Bas Keizer, Luuk van Leeuwen, Robbert Rodenburg, Fjodor Jozefzoon                                             | Dois jovens de uma cidade conservadora descobrem a vida noturna de Amsterdã |
| Out of My Mind                                                | Amber Sealey                                                             | EUA                                                    | Drama                                | Phoebe-Rae Taylor, Rosemarie DeWitt, Luke Kirby, Judith Light, Emily Mitchell, Michael Chernus                                            | Uma garota não-verbal com paralisia cerebral navega o sexto ano do ensino fundamental com a ajuda de tecnologias assistivas e aliados exuberantes                                                        |
| Outliers and Outlaws                                          | Courtney Hermann                                                         | EUA                                                    | Documentário                         | Jody Bleyle | Sobre a comunidade lésbica da cidade de Eugene, Oregon |
| Outstanding: A Comedy Revolution                              | Page Hurwitz                                                             | EUA                                                    | Documentário                         | Tig Notaro, Eddie Izzard, Patti Harrison, Lily Tomlin, Joel Kim Booster, Sandra Bernhard                                                  | Sobre comediantes queer |
| Over Easy                                                     | Alexandra Swarens                                                        | EUA                                                    | Romance                              | Alexandra Swarens, Paxton Kubitz, Elizabeth Manning, Sophie Arrick, Mia Steenkamp                                                         | Após um simples caso de uma noite, duas mulheres recebem e tem que cuidar de um ovo gigante |
| La Pampa                                                      | Antoine Chevrollier                                                      | França                                                 | Drama, Comédia                       | Sayyid El Alami, Amaury Foucher, Damien Bonnard, Florence Janas, Artus, Léonie Dahan-Lamort                                               | [ 219 ] |
| The Paradise of Thorns (วิมานหนาม)                             | Naruebet Kuno                                                            | Thailândia                                             | Drama, Suspense                      | Jeff Satur, Engfa Waraha, Seeda Puapimon, Harit Buayoi, Pongsakorn Mettarikanon, Nikorn Saetang                                           | Após a morte de seu parceiro, um homem deve enfrentar a família do falecido para poder manter a fazenda de durião que eles criaram juntos                                                                |
| Parque de diversões                                           | Ricardo Alves Jr.                                                        | Brasil                                                 | Drama                                | Aisha Brunno, Bramma Bremmer, Artur Rogério, Arthur Gaffuri, David Maurity, Dudu Melo                                                     | Um olhar pela cena cruising de Belo Horizonte |
| Pas de vagues                                                 | Teddy Lussi-Modeste                                                      | Japão                                                  | Drama                                | François Civil, Shaïn Boumedine, Toscane Duquesne, Mallory Wanecque, Bakary Kebe, Emma Boumali                                            | Um professor gay é erroneamente acusado de assediar uma aluna |
| Paul and Trisha: The Art of Fluidity                          | Fia Perera                                                               | EUA                                                    | Documentário                         | Paul Whitehead, Trisha Van Cleef, Raul Celaya, Phil Day, Johnny Nelson, Paul Nygro, Gabriel Ricardez                                      | Explora a vida de dois artistas em um só corpo de gênero flúido |
| Peaches Goes Bananas                                          | Marie Losier                                                             | França, Bélgica                                        | Documentário                         | Peaches | Um retrato íntimo da cantora Peaches, filmado ao longo de 17 anos |
| Una película barata                                           | Osama Chami                                                              | Espanha                                                | Comédia, Drama                       | Enrique Gimeno, Jorge Motos, Jorge Suquet, Bárbara Santa-Cruz, Luis Amália, Paula Medina                                                  | Um jovem e seu amigo de infância, ambos solitários, decidem fazer companhia um ao outro |
| Pierce (刺心切骨)                                             | Nelicia Low                                                              | Polônia, Singapura, Taiwan                             | Suspense, Drama                      | Tsao Yu-ning, Hsiu-Fu Liu, Ding Ning, Rosen Tsai, Benjamin Tsang                                                                          | Um esgrimista é treinado por seu irmão ex-presidiário contra a vontade de sua mãe e acaba se apaixonando por um membro do seu time                                                                       |
| The Pilgrimage of Gilbert & George                            | Mike Christie                                                            | Reino Unido                                            | Documentário                         | George Passmore, Gilbert Prousch | Sobre a dupla de artistas britânicos Gilbert & George |
| El placer es mío                                              | Sacha Amaral                                                             | Argentina, França, Brasil                              | Drama                                | Max Suen, José Vicente Orozco, Sofía Palomino, Katja Alemann, Vladimir Durán, Julián Larquier Tellarini                                   | [ 227 ] |
| Playing to Survive: von Cramm vs Hitler                       | Annette Baumeister                                                       | EUA                                                    | Documentário                         | | Sobre o tenista alemão Gottfried von Cramm, preso por sua homossexualidade em 1938 |
| Ponyboi                                                       | Esteban Arango                                                           | EUA                                                    | Suspense, Drama                      | River Gallo, Dylan O'Brien, Victoria Pedretti, Murray Bartlett, Indya Moore, Keith William Richards                                       | Baseado no curta homônimo de 2019, um jovem prostituto intersexo deve fugir da máfia quando uma transação dá errado                                                                                      |
| Por donde pasa el silencio                                    | Sandra Romero                                                            | Espanha                                                | Drama                                | Antonio Araque, Emmanuel Medina, Triana Molero, Ana Medina Fernández, María Araque                                                        | Na Semana Santa, um homem tem que voltar à sua cidade natal no interior da Andaluzia |
| A Portrait of Love                                            | Molly Reynolds                                                           | Austrália                                              | Documentário                         | Craig Ruddy, Roberto Meza Mont | O falecido artista Craig Ruddy pelos olhos de seu parceiro de vinte anos |
| Power                                                         | Yance Ford                                                               | EUA                                                    | Documentário                         | | A história e o escopo do policiamentos nos Estados Unidos |
| Presença                                                      | Erly Vieira Jr.                                                          | EUA                                                    | Documentário                         | Marcus Vinicius, Castiel Vitorino Brasileiro, Rubiane Maia                                                                                | Três artistas afro-brasileiros fazem uma reflexão sobre os supostos limites do corpo humano |
| The Premiere                                                  | Sam Pezzullo, Christopher Bouckoms                                       | EUA                                                    | Comédia, Drama                       | Sam Pezzullo, Marissa Ruben, Christina Brown, Tim Dougherty, Alan Ceppos, Wendy Federman                                                  | Mocumentário sobre um diretor de teatro tentando realizar seu sonho criativo |
| Pride V. Prejudice: The Delwin Vriend Story                   | Darrin Hagen                                                             | Canadá, França                                         | Documentário                         | Delwin Vriend | O processo de um professor contra a cidade de Alberta após o primeiro ser despedido por ser gay em 1991                                                                                                  |
| As Primeiras                                                  | Adriana Yañez                                                            | Brasil                                                 | Documentário                         | Elane dos Santos Rego, Leda Maria Cozer Abreu, Maria Lucia da Silva Lima, Marilza Martins da Silva, Marisa Pires Nogueira, Roseli de Belo | Sobre a primeira seleção nacional brasileira de futebol feminino |
| The Prodigy                                                   | Omar Salas Zamora                                                        | EUA                                                    | Terror, Suspense                     | Beau Swartz, Calvin Picou, Isaac Levi Anthony, Alana Schoen, Matthew Namik, Tara Emerson                                                  | Um garoto de programa desesperado acompanha um homem até o deserto sem saber que este é um assassino em série                                                                                            |
| Prom Dates                                                    | Kim O. Nguyen                                                            | EUA                                                    | Comédia                              | Julia Lester, Antonia Gentry, Kenny Ridwan, JT Neal, Jordan Buhat, Zión Moreno                                                            | Duas amigas tem uma noite para encontrar novos acompanhantes para seu baile de formatura do ensino médio                                                                                                 |
| Psychonaut                                                    | Thijs Meuwese                                                            | Países Baixos                                          | Ficção Científica, Terror, Drama     | Julia Batelaan, Fiona Dourif, Yasmin Blake, Lloydd Hamwijk, Burt Rutteman                                                                 | Com a ajuda de uma máquina futurista, uma mulher entra na mente de sua namorada, que está morrendo |
| Queer                                                         | Luca Guadagnino                                                          | EUA, Itália                                            | Drama, Romance                       | Daniel Craig, Drew Starkey, Lesley Manville, Jason Schwartzman, Henry Zaga                                                                | Baseado no romance de 1985 de William S. Burroughs |
| Queerkamp                                                     | Lucas van der Rhee, Chris Westendorp                                     | Países Baixos                                          | Documentário                         | | Quatro amigos vão para um acampamento queer |
| Quell'estate con Irène                                        | Carlo Sironi                                                             | França, Itália                                         | Drama                                | Noée Abita, Maria Camilla Brandenburg, Claudio Segaluscio, Gabriele Rollo, Beatrice Puccilli, Anna di Luzio                               | Em 1997, duas adolescentes se conhecem em um acampamento de verão organizado pelo hospital onde ambas estão sendo tratadas                                                                               |
| ¿Quién quiere casarse con un Astronauta?                      | David Matamoros                                                          | Argentina, Espanha, Uruguai                            | Comédia, Romance                     | Raúl Tejón, Raúl Fernández de Pablo, Alejandro Nones, Sabrina Praga, Lluïsa Mallol, Sofia Nemirovsky                                      | Depois de ser deixado no altar em Las Vegas por seu parceiro de 15 anos, um homem tem 10 dias para encontrar outro com quem se casar                                                                     |
| Quir                                                          | Nicola Bellucci                                                          | Suíça                                                  | Documentário                         | Massimo Milani, Gino Campanella | Sobre a loja homônima em Palermo cujos donos, um casal gay, estão juntos à 42 anos |
| Il ragazzo dai pantaloni rosa                                 | Margherita Ferri                                                         | Itália                                                 | Drama, Biográfico                    | Samuele Carrino, Claudia Pandolfi, Corrado Fortuna, Andrea Arru, Sara Ciocca, Settimo Palazzo                                             | Sobre a morte de Andrea Spezzacatena, adolescente vítima de cyberbullying por conta de sua sexualidade                                                                                                   |
| Ramón y Ramón                                                 | Salvador del Solar                                                       | Peru, Espanha, Uruguai                                 | Drama                                | Emanuel Soriano, Álvaro Cervantes, Darío Yazbek Bernal                                                                                    | Após se conhecer durante a pandemia de COVID-19, um homem acompanha outro em sua jornada para espalhar as cinzas do pai em Huancayo                                                                      |
| Really Happy Someday                                          | J Stevens                                                                | Canadá                                                 | Drama                                | Breton Lalama, Khadijah Roberts-Abdullah, Xavier Lopez, Ali Garrison, Katharine King So, Aisha Evelyna                                    | Um cantor tem que descobrir como cantar com sua nova voz após sua transição de gênero |
| Reas                                                          | Lola Arias                                                               | Argentina, Suíça, Alemanha                             | Documentário                         | Yoseli Arias, Ignacio Amador Rodriguez | Um grupo de mulheres recria suas vidas em uma prisão de Buenos Aires |
| Rebel Country                                                 | Francis Whately                                                          | EUA                                                    | Documentário                         | Lainey Wilson, Jelly Roll, Lindsay Ell, Breland, Chely Wright, Frank Ray Perilli                                                          | Expõe as diversas raízes da música country |
| The Rebrand                                                   | Kaye Adelaide                                                            | Canadá                                                 | Comédia, Drama                       | Naomi Silver-Vézina, Andi E McQueen, Nancy Webb                                                                                           | Uma cinegrafista bissexual grávida é contratada por influenciadoras lésbicas para filmar um documentário após estas serem "canceladas", mas esse casal tem intenções secretas                            |
| Regarding Us                                                  | David Beck                                                               | EUA                                                    | Drama                                | Alexandra Grey, Abigail Hawk, Catherine Curtin, David Beck, Eliud Kauffman, Hudson Paul                                                   | Uma professora trans tem um profundo impacto nas vidas de duas crianças: uma de família conservadora, outra filha de um casal gay                                                                        |
| Les reines du drame                                           | Alexis Langlois                                                          | Bélgica, França                                        | Comédia, Drama                       | Asia Argento, Alma Jodorowsky, Thomas Poitevin, Bilal Hassani, Louiza Aura, Raya Martigny                                                 | Nos anos 2000, a carreira de uma diva pop desencarrilha quando ela começa um caso turbulento com um ícone punk                                                                                           |
| Reír, cantar, tal vez llorar                                  | Marc Ferrer                                                              | Espanha                                                | Drama                                | Toñi Vargas, Lahcen Ouchat, Sandra Soro, Maria Sola, Júlia Betrian, Azahara Moyano                                                        | Uma mulher trans de meia idade se apaixona por um jovem imigrante marroquino |
| Rent Free                                                     | Fernando Andrés                                                          | EUA                                                    | Comédia                              | Jacob Roberts, David Treviño, Zeke Goodman, Sarah J. Bartholomew, Temple Baker, Annabel O'Hagan                                           | Dois amigos pensam em um esquema para viver um ano sem pagar aluguel dormindo nas casas de amigos e família                                                                                              |
| Riptide                                                       | Afrad Vk                                                                 | Índia                                                  | Drama                                | Swalah Rahman, Farry Hind | Dois amantes universitários perto da graduação vivem juntos em um quarto de hostel |
| Ruas da Glória                                                | Felipe Sholl                                                             | Brasil                                                 | Drama                                | Caio Richards, Alejandro Claveaux, Diva Menner, Jade Sassará, Alan Ribeiro, Sandro Aliprandini                                            | Após a morte de sua avó, um jovem de Recife se muda para o Rio de Janeiro e se apaixona por um garoto de programa uruguaio                                                                               |
| S/He Is Still Her/e - The Official Genesis P-Orridge Doc      | David Charles Rodrigues                                                  | EUA                                                    | Documentário                         | Genesis P-Orridge | Sobre Genesis P-Orridge |
| Sabbath Queen                                                 | Sandi DuBowski                                                           | EUA                                                    | Documentário                         | Sandi Simcha DuBowski | A jornada de 21 anos de um herdeiro de 38 gerações de rabinos que deve decidir entre seu destino ancestral e seu amor pelo drag                                                                          |
| Sad Jokes                                                     | Fabian Stumm                                                             | Alemanha                                               | Drama, Comédia                       | Fabian Stumm, Haley Louise Jones, Justus Meyer, Ulrica Flach, Jonas Dassler, Godehard Giese                                               | Série de vinhetas sobre melhores amigos, um homem e uma mulher, criando um filho juntos |
| Salam Gembira                                                 | Dzul Sungit                                                              | Singapura, Países Baixos                               | Romance, Drama                       | Rizal Aiman, Mitchell van Kleef, Rafaat Haji Hamzah, Rozita Abu, Vincent Tee                                                              | [ 256 ] |
| Salão de Baile                                                | Juru, Vitã                                                               | Brasil                                                 | Documentário                         | | Explora a influência da cultura ballroom na comunidade LGBT do Rio de Janeiro |
| Sally!                                                        | Deborah Craig, Jörg Fockele, Ondine Rarey                                | EUA                                                    | Documentário                         | Sally M. Gearhart | Sobre Sally Gearhart, ativista feminista e dos direitos LGBT do século XX |
| Sam's World                                                   | Lily Lady                                                                | EUA                                                    | Drama                                | Lily Lady, Annie Conolly, Aje Brown, Riley Mac, Quinn, Lindsay Dye                                                                        | Um prostituto não-binário navega seu trabalho e sua vida social |
| Sau                                                           | Rebekka Nystabakk                                                        | Noruega                                                | Documentário                         | Rakel Nystabakk, Ida Nilsen Aune, Terje Nystabakk, Ann Katrin Sætrevik, Rebekka Nystabakk                                                 | A diretora segue sua irmã enquanto esta passa a comandar o rancho da família com a esposa |
| Screams from the Tower                                        | Cory Wexler Grant                                                        | EUA                                                    | Comédia                              | Richie Fusco, David Bloom, Roe Hartrampf, TJ Lee, Jessica Joy, Melissa Center, Maya McQueen                                               | Nos anos 90, um jovem gay e seu melhor amigo conquistam seu sonho de ter seu próprio programa na rádio da escola                                                                                         |
| Season's Greetings from Cherry Lane                           | Gail Harvey                                                              | Canadá                                                 | Romance, Comédia                     | Jonathan Bennett, Annabelle Bourke, Corey Cott, Sarah Dugdale, Shannon Kook, Vincent Rodriguez III                                        | Três histórias de três casais em três épocas diferentes |
| Sebastian                                                     | Mikko Mäkelä                                                             | Finlândia, Bélgica, Reino Unido                        | Drama                                | Ruaridh Mollica, Hiftu Quasem, Ingvar E. Sigurðsson                                                                                       | Um jovem aspirante a escritor vivendo em Londres começa a se prostituir como pesquisa para seu novo livro                                                                                                |
| Second Nature                                                 | Drew Denny                                                               | EUA, Países Baixos                                     | Documentário                         | Elliot Page | Sobre espécies de animais que desafiam conceitos humanos sobre gênero e sexualidade |
| Seeking Mavis Beacon                                          | Jazmin Jones                                                             | EUA                                                    | Documentário                         | Jazmin Jones, Olivia McKayla Ross, Renée L'Espérance                                                                                      | A busca pela modelo haitiana que retratou a personagem capa de um famoso software educativo de datilografia dos anos 80                                                                                  |
| Segundo premio                                                | Isaki Lacuesta, Pol Rodríguez                                            | Espanha, França                                        | Musical, Drama                       | Daniel Ibáñez, Cristalino, Stéphanie Magnin, Mafo, Chesco Ruiz, Edu Rejón                                                                 | Ficcionalização do processo criativo por trás do terceiro álbum da banda Los Planetas ambientada na Granada de 1998                                                                                      |
| Sei nell'anima                                                | Cinzia TH Torrini                                                        | Itália                                                 | Drama, Biográfico                    | Letizia Toni, Selene Caramazza, Maurizio Lombardi, Stefano Rossi Giordani, Andrea Delogu, Lorenzo Aloi                                    | Trad: Bela e Rebelde A história de Gianna Nannini, uma das maiores estrelas do rock italiano |
| O Senador                                                     | Mauro Carvalho                                                           | Brasil                                                 | Drama                                | João Cury, Johnny Alcantara, Juliana Zancanaro, Sergio Harger                                                                             | Um senador vive uma vida dupla como aparente homem de família enquanto têm um caso com um jovem |
| Seré breve al momento de morir                                | Juan Briseño                                                             | México                                                 | Drama                                | Mikael Lacko, Martín Saracho, Joan Kuri, Alejandra Cárdenas, Nova Coronel, Denisse Corona                                                 | Um jovem deixa sua família para se juntar à uma famosa companhia de dança, onde começa um romance com um colega                                                                                          |
| The Shameless                                                 | Konstantin Bojanov                                                       | Índia, Suíça, França, Bulgária, Taiwan                 | Drama, Romance                       | Anasuya Sengupta, Omara | Uma fugitiva e uma prostituta vivem um romance proibido |
| Si je meurs, ce sera de joie                                  | Alexis Taillant                                                          | França                                                 | Documentário                         | Micheline Boussaingault, Francis Carrier, Yves Vanhecke                                                                                   | Um grupo de ativistas da terceira idade desafiam estereotipos sobre sexo, amor, e envelhecimento |
| El silencio de mis manos                                      | Manuel Acuña                                                             | México                                                 | Documentário                         | | A primeira estudante de direito com deficiência auditiva de Guadalajara e uma imigrante californiana examinando sua identidade de gênero tentam manter um relacionamento                                 |
| Silent Sparks (愛作歹)                                        | Chu Ping                                                                 | Taiwan                                                 | Drama                                | Huang Guan Zhi, Shih Ming-shuai, Cheng Chih-wei, Ray Fan, Hu Wei-jie                                                                      | O capanga de um mafioso espera seu antigo amante sair da prisão |
| La sirène à barbe                                             | Nicolas Bellenchombre, Arthur Delamotte                                  | França                                                 | Drama                                | Maxime Sartori, Fabrice Morio, Alonso Ojeda, Victor Grillot, Aurélie Decaux, Élodie Lunoir                                                | As drag queens de um cabaré montam um grandioso show de música, circo, e dança |
| Sisters                                                       | Susie Yankou                                                             | Canadá, EUA                                            | Drama, Comédia                       | Anna Garcia, Pam Murphy, Kausar Mohammed, Shila Ommi, Peter Banifaz, Daniel Rashid                                                        | Duas amigas incrivelmente próximas começam a se afastar quando uma delas descobre que tem uma meia-irmã                                                                                                  |
| Slay                                                          | Jem Garrard                                                              | Canadá                                                 | Comédia, Terror                      | Trinity the Tuck, Heidi N Closet, Crystal Methyd, Cara Melle, Donia Kash, Neil Sandilands                                                 | Após um erro de reserva, quatro drag queens tem que se apresentar para uma plateia inesperada e, eventualmente, defendê-la de vampiros                                                                   |
| Some Nights I Feel Like Walking                               | Petersen Vargas                                                          | Filipinas, Itália, Singapura                           | Drama                                | Miguel Odron, Jomari Angeles, Gold Aceron, Tommy Alejandrino, Argel Saycon                                                                | trad. Às Vezes Eu Só Quero Sair Um grupo de jovens tenta cumprir o último desejo de seu falecido amigo                                                                                                   |
| Spark                                                         | Nicholas Giuricich                                                       | EUA                                                    | Suspense, Romance, Ficção Científica | Theo Germaine, Vico Ortiz, Christina Villa, Nancy Nave, Jason Caceres, Tanner Kerrins                                                     | Um jovem tem que quebrar seus padrões tóxicos de relacionamento para poder escapar de um loop temporal                                                                                                   |
| Speaking Out!                                                 | John Solis                                                               | EUA                                                    | Documentário                         | Andres Mejia Vallejo | [ 277 ] |
| Straight on Till Morning                                      | Craig Ouellette                                                          | EUA                                                    | Suspense, Romance, Terror            | Kelsey Christian, Bonnie Jean Tyer, Maria Olsen, Bill Hengstenberg, Michael Gmur, Travis Lincoln Cox                                      | Duas sonhadoras se apaixonam em uma viagem romântica que muda de direção quando seus caminhos se cruzam com o de uma família sombria                                                                     |
| Strange Creatures                                             | Henry Boffin                                                             | Austrália                                              | Drama, Comédia                       | Riley Nottingham, Johnny Carr, Lyn Pierse, Sophie Ross, Francesca Waters, Lucy Barrett                                                    | Dois irmão que não se falam há anos tem que viajar juntos para espalhar as cinzas de sua mãe |
| Stress Positions                                              | Theda Hammel                                                             | EUA                                                    | Comédia, Drama                       | John Early, Qaher Harhash, Theda Hammel, Amy Zimmer, Faheem Ali, John Roberts                                                             | Um homem fica preso em quarentena com seu ex-marido enquanto cuida de seu sobrinho, um modelo marroquino de 19 anos com uma perna quebrada                                                               |
| Striking with Pride: United at the Coalface                   | Ashley Francis-Roy                                                       | Reino Unido                                            | Documentário                         | Tayce, Mike Jackson, Siân James, Jonathan Blake, Dai Donovan, Nicola Field                                                                | Sobre a coligação de ativistas LGBT em apoio à greve dos mineiros de uma pequena comunidade em Gales do Sul em meados da década de 1980                                                                  |
| Such Feeling                                                  | Alexander Baczynski-Jenkins                                              | Polônia                                                | Documentário                         | Aaa Biczysko, Billy Morgan, Andy Nguyen, Dawid Nickel, Olo Rusinek, Filipka Rutkowska                                                     | O cotidiano de um grupo de artistas queer de Varsóvia |
| Sue Bird: In The Clutch                                       | Sarah Dowland                                                            | EUA                                                    | Documentário                         | Sue Bird, Megan Rapinoe | A medalhista olímpica Sue Bird confronta a aposentadoria após 21 anos de carreira |
| Sujo                                                          | Fernanda Valadez, Astrid Rondero                                         | México, EUA                                            | Drama                                | Juan Jesús Varela, Yadira Pérez, Sandra Lorenzano, Karla Garrido, Alexis Varela, Kevin Aguilar                                            | A morte do pistoleiro de um cartel deixa um menino órfão e uma sombra de violência pairando sobre este                                                                                                   |
| Surf on, Europe!                                              | Constantin Gross, Lukas Steinbrecher                                     | Alemanha                                               | Documentário                         | | As vidas de três entusiastas do surfe |
| Sylvia Robyn                                                  | Panagiotis Evangelidis                                                   | Grécia                                                 | Documentário                         | | Segue a transição de gênero de uma artista |
| Teaches of Peaches                                            | Philipp Fussenegger, Judy Landkammer                                     | Alemanha                                               | Documentário                         | Merrill Nisker | Sobre a artista Peaches |
| Tell That to the Winter Sea                                   | Jaclyn Bethany                                                           | Reino Unido                                            | Drama                                | Greta Bellamacina, Amber Anderson, Josette Simon, Tamsin Egerton, Bebe Cave, Jessica Kate Plummer                                         | Para celebrar seu casamento iminente, uma mulher convida sua amiga de infância (que também foi seu primeiro amor) para um retiro no interior                                                             |
| There's a Zombie Outside                                      | Michael Varrati                                                          | EUA                                                    | Terror                               | Ben Baur, Phylicia Wissa, Danny Plotner, Ty Chen, Tiffany Shepis, Francisco Chacin                                                        | Um cinéfilo começa a ter problemas ao tentar distinguir entre realidade e ficção quando começa a ver um monstro ao seu redor                                                                             |
| Tesis sobre una domesticación                                 | Javier van de Couter                                                     | Argentina, México                                      | Drama                                | Alfonso Herrera, Camila Sosa Villada, Carlos Cano, Romina Escobar, Ignacio Ferrechio                                                      | Uma atriz trans e seu marido advogado decidem adotar uma criança |
| They Are Siufung                                              | Jean-Luc Bonefacino                                                      | Hong Kong                                              | Documentário                         | Siufung | Segue a jornada de um bodybuilder de gênero fluido de Hong Kong até Atlanta |
| Trei kilometri până la capătul lumii                          | Emanuel Parvu                                                            | Romênia                                                | Drama                                | Laura Vasiliu, Bogdan Dumitrache, Ciprian Chiujdea                                                                                        | A jornada de auto-descoberta de um jovem gay entra em conflito com os valores tradicionais de seus pais e de sua comunidade rural após ele sofrer uma agressão                                           |
| Throuple                                                      | Greyson Horst                                                            | EUA                                                    | Comédia                              | Jess Gabor, Bethlehem Million, Taylor Turner, Tommy Heleringer, Stanton Plummer-Cambridge, Max Larsen                                     | Um cantor gay solitário se relaciona com uma casal |
| Time Passages                                                 | Kyle Henry                                                               | EUA                                                    | Documentário                         | Kyle Henry, Elaine Henry | O diretor utiliza os arquivos de memória de sua família para criar uma narrativa sobre sua mãe, que está perto da morte                                                                                  |
| Timestalker                                                   | Alice Lowe                                                               | EUA                                                    | Fantasia                             | Tanya Reynolds, Jacob Anderson, Nick Frost, Kate Dickie, Aneurin Barnard, Alice Lowe                                                      | Uma mulher morre e reincarna toda vez que se apaixona pela mesma pessoa |
| To the Moon                                                   | Kevin Hartford                                                           | Canadá                                                 | Comédia                              | Jacob Sampson, Phoebe Rex, Amy Groening, David Light, Maria Young, Austin Marks                                                           | Um pai solteiro considera sair do armário aos 38 anos de idade |
| Toda Noite Estarei Lá                                         | Tati W. Franklin, Suellen Vasconcelos                                    | Brasil                                                 | Documentário                         | Mel Rosário | Uma cabeleireira trans luta pelo seu direito à liberdade religiosa |
| Topli film                                                    | Nikola Ljuca                                                             | Sérvia                                                 | Documentário                         | Zelimir Zilnik, Djordje Misina, Milan Jelic, Djordje Galic                                                                                | Dois jovens atores exploram a representatividade LGBT no cinema yugoslávo |
| Torch Song                                                    | Jeroen Houben                                                            | Países Baixos                                          | Drama                                | Carla Juri, Markoesa Hamer, Al Weaver, Boris Van Severen, Tim Olivier Somer, Lolu Ajayi                                                   | Uma cantora de sucesso se apaixona pela namorada de seu meio-irmão |
| Tortu                                                         | Christopher Clarke                                                       | Reino Unido                                            | Drama                                | Mark Brent, Mark O'Neill, David Chappell, Daniel Tarrare, Luke Lovejoy                                                                    | Um consultor de TI se apaixona por um fazendeiro após perder seu emprego e sua casa |
| Trans Memoria                                                 | Victoria Verseau                                                         | Suécia                                                 | Documentário                         | Aamina Larsson, Athena Love, Victoria Verseau                                                                                             | A diretora lembra do ano em que fez sua transição de gênero |
| Transmitzvah                                                  | Daniel Burman                                                            | Argentina                                              | Comédia                              | Alejandro Awada, Gustavo Bassani, Alejandra Flechner, Penélope Guerrero, Tuli Laví, Juan Minujín                                          | A criança mais jovem de uma família judia decide ter um bat mitzvá ao invés de um bar mitzvá |
| The Trash Goes Out on Tuesday                                 | Jesse Orrall, Tuesday Thomas                                             | EUA                                                    | Documentário                         | Tuesday Thomas, Missy Pielow, Sal Cosentino, Ashley Roam, Robert Munroe, Erik Escobar                                                     | A atriz e comediante trans Tuesday Thomas conta sua história |
| Tripoli/A Tale of Three Cities (طرابلس / حكاية المدن الثلاثة) | Raed Rafei                                                               | Líbano                                                 | Documentário                         | | Vivendo fora do país, o diretor retorna à Trípoli para confrontar a cidade que o rejeitou |
| Trong lòng đất                                                | Trương Minh Quý                                                          | Vietnã, Filipinas, Suíça                               | Drama, Romance                       | Phạm Thanh Hải, Đào Duy Bảo Định, Nguyễn Thị Nga, Lê Viết Tụng                                                                            | A história de amor entre dois mineiros de carvão |
| The True Story of Tamara de Lempicka and the Art of Survival  | Julie Rubio                                                              | EUA                                                    | Documentário                         | Victoria De Lempicka, Marisa De Lempicka, Eden Espinosa, Julie Rubio, Anne Paddy, Paula Birnbaum                                          | Sobre a renomada pintora art deco bissexual Tamara de Lempicka |
| Tú me abrasas                                                 | Maoas Piñeiro                                                            | Argentina                                              | Drama                                | Ana Cristina Barragán, Cris Barragán, Maria Inês Gonçalves, Agustina Muñoz                                                                | Adaptação de um capítulo de Diálogos com Leucó de Cesare Pavese, onde a poetisa Safo e a ninfa Britomártis conversam sobre o desejo e a morte                                                            |
| Under the Influencer                                          | Bryn Woznicki, Lauren Neal                                               | EUA                                                    | Drama, Suspense                      | Lauren Neal, Erin Matthews, Joy Sunday, Pam Trotter, Pat Towne, Bee Davies                                                                | Uma artista digital descobre que seu trabalho foi apropriado por um famoso curador de arte |
| Underground Orange                                            | Michael Taylor Jackson                                                   | Argentina, EUA                                         | Comédia                              | Michael Taylor Jackson, Sofía Gala Castiglione, Vera Spinetta, Bel Gatti, Gianluca Zonzini, Kevin Johansen                                | Um californiano se envolve em um relacionamento poliamoroso com um grupo de atores excêntricos quando viaja para a Argentina                                                                             |
| Unfightable                                                   | Marc Perez                                                               | EUA                                                    | Documentário                         | Alana McLaughlin | Sobre Alana McLaughlin, segunda lutadora de MMA abertamente trans |
| An Unfinished Film (一部未完成的电影)                         | Lou Ye                                                                   | Singapura, Alemanha                                    | Drama, Documentário                  | Qin Hao, Mao Xiaorui, Qi Xi | Docuficção onde uma equipe de filmagem ficcional encontra um filme queer inacabado real e decide terminá-lo                                                                                              |
| Ungeschminkt                                                  | Dirk Kummer                                                              | Alemanha, Áustria                                      | Drama                                | Adele Neuhauser, Eva Mattes, Hayal Kaya, Ulrich Noethen, Riccardo Campione, Matthias Matschke                                             | Depois de 40 anos longe, uma mulher trans retorna ao seu vilarejo natal |
| Unusually Normal                                              | Colette Johnson-Vosberg                                                  | Canada                                                 | Documentário                         | | Segue três gerações de mulheres lésbicas de uma só família |
| Upon Waking                                                   | Max Rissman                                                              | EUA                                                    | Drama, Romance                       | Sherilyn Fenn, Chris Zylka, Emelia Hartford, Elsie Hewitt, Kahyun Kim, Sulem Calderon                                                     | Após serem intoxicadas por monóxido de carbono em seu primeiro encontro, os espíritos de duas mulheres em coma devem aprender a amar para despertarem                                                    |
| Vivre, mourir, renaître                                       | Gaël Morel                                                               | França                                                 | Drama, Romance                       | Théo Christine, Lou Lampros, Victor Belmondo                                                                                              | Um triângulo amoroso é interrompido pela crise da AIDS no final do século XX |
| We Are Wolves                                                 | Rich Mallery                                                             | EUA                                                    | Suspense, Drama                      | Savannah Mares, Fawn Winters, Lauren Kravchenko, Via May, Anthony Rainville                                                               | Após deixar seu noivo, uma mulher deve provar sua lealdade ao grupo de BDSM que uma vez abandonou |
| We Can Be Heroes                                              | Alex Simmons, Carina Mia Wong                                            | EUA                                                    | Documentário                         | Adelaide Eli | Um grupo de adolescentes LGBT neurodivergentes encontram apoio em um acampamento de Larp |
| We Were Dangerous                                             | Josephine Stewart-Te Whiu                                                | Nova Zelândia                                          | Drama                                | Erana James, Rima Te Wiata, Nathalie Morris, Manaia Hall                                                                                  | Duas jovens tentam escapar de uma instituição para garotas delinquentes em 1954 |
| What a Feeling                                                | Kat Rohrer                                                               | Áustria                                                | Comédia                              | Caroline Peters, Proschat Madani, Anton Noori, Gohar Nurbachsch, Nicole Ansari-Cox, Allegra Tinnefeld                                     | Quando seu marido pede pelo divórcio na noite das bodas de 20 anos, uma médica encontra outra mulher de meia idade em um bar                                                                             |
| What’s Safe, What’s Gross, What’s Selfish and What’s Stupid   | Jasmine Johnson                                                          | Reino Unido                                            | Documentário                         | | A diretora navega relacionamentos, bancos de esperma, a comunidade queer, e o serviço de saúde nacional para criar uma família                                                                           |
| Where in the Hell                                             | Laramie Dennis                                                           | EUA                                                    | Comédia                              | Cam Killion, Joohun Lee | Quando sua namorada a abandona no meio de uma viagem, uma mulher se junta a um ator desempregado em sua jornada até o Canadá                                                                             |
| With My Open Lungs                                            | Yana Sad                                                                 | Alemanha                                               | Documentário                         | | Em meio a invasão de seu país à Ucrânia, uma mulher russa protesta a guerra e lida com o câncer de pulmão de sua namorada                                                                                |
| Will & Harper                                                 | Josh Greenbaum                                                           | EUA                                                    | Documentário                         | Will Ferrell, Harper Steele | Quando o ator Will Ferrell descobre que sua amiga de 30 anos, Harper Steele, está saindo do armário como uma mulher trans, os dois embarcam em uma jornada pelo país                                     |
| Witchy Ways                                                   | Jane Clark                                                               | EUA                                                    | Fantasia, Romance                    | Diora Baird, Marem Hassler, Candis Cayne, Guinevere Turner, David Fumero, Marc Price, Paul Fox                                            | Uma mulher se muda para um chalé para se redescobrir e se apaixona por sua vizinha bruxa |
| Wo zai zhe li deng ni (我在這裡等你)                          | Teng I-Han                                                               | Taiwan                                                 | Drama                                | Chun-Him Lau, Fandy Fan, Tzu Hsuan Chan, Rachel Kan, Allison Lin                                                                          | Um escritor frustrado de Hong Kong conhece um gangster de Taipé e os dois embarcam em uma jornada para encontrar um lugar mítico                                                                         |
| Der Wunsch                                                    | Judith Beuth                                                             | Alemanha, Noruega                                      | Documentário                         | | Duas mulheres passam duas décadas tentando ter filhos |
| Wszystko ma żyć                                               | Tetiana Dorodnitsyna, Andrii Lytvynenko                                  | Polônia, Ucrânia                                       | Documentário                         | Anna Kurkurina | [ 321 ] |
| Wynonna Earp: Vengeance                                       | Paolo Barzman                                                            | EUA                                                    | Ação, Aventura, Drama                | Tim Rozon, Melanie Scrofano, Katherine Barrell, Dominique Provost-Chalkley                                                                | Sequência da série televisiva Wynonna Earp |
| Xue shui xiao rong de ji jie (雪水消融的季節)                 | Yi-Shan Lo                                                               | Taiwan, Japão                                          | Documentário                         | | Também conhecido como After the Snowmelt. A diretora refaz os passos de uma amiga nos Himalaias 20 anos após a morte trágica desta nas montanhas                                                         |
| Young Hearts                                                  | Anthony Schatteman                                                       | Bélgica                                                | Drama                                | Geert Van Rampelberg, Dirk van Dijck, Emilie De Roo, Lou Goossens, Marius De Saeger                                                       | Um garoto se apaixona pela primeira vez com seu novo vizinho |